# Todo es mentira (programa de televisión)
Todo es mentira es un programa de televisión español que se emite en las sobremesas de Cuatro desde el 8 de enero de 2019. El formato, presentado por Risto Mejide y Laila Jiménez (Pablo González Batista en su sustitución), repasa con un equipo de colaboradores las noticias falsas, los clickbait y los bulos que surgen en los medios de comunicación, y cuenta con testimonios de personajes del panorama social y cultural, todo ello en clave de humor. El espacio es producido desde 2024 por Vodevil TV y, anteriormente, por La Fábrica de la Tele.

## Historia
Después de varias semanas de promociones, a través de las cuales hacían como que "hackeaban" los diferentes programas de La Fábrica de la Tele para emitir sus vídeos, el programa se estrenó el 8 de enero de 2019. En sus primeras emisiones, sus audiencias no fueron suficientes, por lo que fueron variando sus contenidos.
Un momento destacable del programa es el que tuvo lugar el 10 de abril de 2019 con motivo de las elecciones generales del 28 de abril, ya que se planteó un debate (titulado El Debate de la verdad) con representantes de las principales fuerzas políticas y con una duración especial de casi tres horas. Javier Maroto (PP), María Jesús Montero (PSOE), Toni Cantó (Ciudadanos), Noelia Vera (Unidas Podemos), Gabriel Rufián (ERC), Jaume Alonso-Cuevillas (PDeCAT), Aitor Esteban (PNV) y Laura Duarte (PACMA) fueron los que participaron en él.
Tras la buena acogida del debate anterior, el 7 de mayo de 2019 se realizó otro con motivo de las elecciones autonómicas de la Comunidad de Madrid y las municipales de Madrid. La idea era que el debate se llevara a cabo a dúo entre los candidatos a la presidencia de la comunidad y a la alcaldía de la capital, en este caso, Isabel Díaz Ayuso y José Luis Martínez-Almeida (PP), Ángel Gabilondo y Pepu Hernández (PSOE), Ignacio Aguado y Begoña Villacís (Ciudadanos), Isabel Serra (Unidas Podemos-Izquierda Unida Madrid en Pie) y Carlos Sánchez Mato (Izquierda Unida-Madrid en Pie Municipalista), e Íñigo Errejón y Manuela Carmena (Más Madrid). Sin embargo, solo los candidatos de Más Madrid acudieron, quienes se dedicaron a responder a las preguntas de algunos ciudadanos. Del mismo modo, un día después se realizó un debate con varios alcaldables de Barcelona: Ernest Maragall (Esquerra Republicana de Catalunya-Ernest Maragall Alcalde+BCN-Nova-Acord Municipal), Manuel Valls (Barcelona pel Canvi-Ciutadans), Anna Saliente (CUP-Capgirem Barcelona-Alternativa Municipalista), Jaume Collboni (Partit dels Socialistes de Catalunya-Compromís per Barcelona-Units-Candidatura de Progrés), Josep Bou (Partit Popular), Elsa Artadi (número dos de Junts per Catalunya) y Ada Colau (Barcelona en Comú-En Comú Guanyem, en esta ocasión por videoconferencia.
El 9 de junio de 2019, Cuatro programó un especial de Todo es mentira llamado Informe TEM: Las cloacas del periodismo a las 9:30 PM, el cual también fue presentado por Risto Mejide. En este espacio de investigación saldría a la luz la cara oculta y corrupta del periodismo a través de un reportaje que contó con la participación de periodistas como José Oneto, Iñaki Gabilondo, David Jiménez (El Mundo), Patricia López (Público), Francisco Simón (periodista económico) o José Antonio Bautista (La Marea), entre otros, y de otras personalidades como Íñigo Lapetra, director de Comunicación del Consejo General de Enfermería. Así, por ejemplo, tratarían de dar respuesta a cuestiones como la posibilidad de comprar la voluntad de un periodista o si se puede ejercer dicha profesión sin corromperse. Tras su éxito, el 25 de septiembre del mismo año se emitió una segunda entrega que trataría temas como el "caso Cursach", el uso fraudulento del diario Ya, el origen de La Sexta, las presuntas maniobras del excomisario Villarejo, el reparto de subvenciones a los medios o el silencio informativo sobre la viabilidad de varios proyectos. Esta vez, contaría con el testimonio de algunos nombres como el de Emilio Rodríguez Menéndez o Carlos Enrique Bayo.
En 2021, con motivo de la emisión de la Eurocopa 2020, Mediaset España, decidió crear un nuevo programa llamado Todo es verdad, que se emitió en horario de prime time desde el 29 de junio hasta el 10 de mayo de 2022. El programa fue presentado por Risto Mejide y Marta Flich.
El 1 de mayo de 2024, la producción del programa pasó a manos de Vodevil TV, empresa fundada por el presentador del programa Risto Mejide, tras más de 1.330 emisiones con La Fábrica de la Tele y debido a la ruptura empresarial de la productora con Mediaset España. Ese mismo año, el formato ganó el Premio Iris 2024 al Mejor Programa de Actualidad o Magazine, según la Academia de la Televisión.

## Formato
Todo es mentira es un formato que pretende desmontar los bulos que aparecen en los medios informativos.
De este modo, a través del humor, el equipo de colaboradores del programa se encarga de analizar los bulos desde la mesa de debate, aparte de realizar diferentes secciones que componen el espacio en torno a la actualidad.
Asimismo, cuenta con entrevistas y testimonios de rostros conocidos del panorama social y cultural.

## Equipo del programa

### Presentadores

#### Actuales
| Presentador/a          | Información                                 | Cuatro (canal de televisión) | Cuatro (canal de televisión) | Cuatro (canal de televisión) | Cuatro (canal de televisión) | Cuatro (canal de televisión) | Cuatro (canal de televisión) | Cuatro (canal de televisión) |
| Presentador/a          | Información                                 | 2019                         | 2020                         | 2021                         | 2022                         | 2023                         | 2024                         | 2025                         |
| ---------------------- | ------------------------------------------- | ---------------------------- | ---------------------------- | ---------------------------- | ---------------------------- | ---------------------------- | ---------------------------- | ---------------------------- |
| Risto Mejide           | Presentador de televisión y escritor        |                              |                              |                              |                              |                              |                              |                              |
| Laila Jiménez          | Periodista y presentadora de televisión     |                              |                              |                              |                              |                              |                              |                              |
| Pablo González Batista | Presentador, locutor, director y periodista |                              |                              |                              |                              |                              |                              |                              |

#### Anteriores
| Presentador/a  | Información                                        | Cuatro (canal de televisión) | Cuatro (canal de televisión) | Cuatro (canal de televisión) | Cuatro (canal de televisión) | Cuatro (canal de televisión) | Cuatro (canal de televisión) | Cuatro (canal de televisión) |
| Presentador/a  | Información                                        | 2019                         | 2020                         | 2021                         | 2022                         | 2023                         | 2024                         | 2025                         |
| -------------- | -------------------------------------------------- | ---------------------------- | ---------------------------- | ---------------------------- | ---------------------------- | ---------------------------- | ---------------------------- | ---------------------------- |
| Marta Flich    | Presentadora de televisión y economista            |                              |                              |                              |                              |                              |                              |                              |
| Javier Gómez   | Periodista y presentador de televisión             |                              |                              |                              |                              |                              |                              |                              |
| Ana Francisco  | Periodista, reportera y presentadora de televisión |                              |                              |                              |                              |                              |                              |                              |
| Javier Ruiz    | Periodista y economista                            |                              |                              |                              |                              |                              |                              |                              |
| Carme Chaparro | Periodista y presentadora de televisión            |                              |                              |                              |                              |                              |                              |                              |
| Mariló Montero | Periodista y presentadora de televisión            |                              |                              |                              |                              |                              |                              |                              |

     Presentador/a titular
     Copresentador/a o presentador/a sustituto/a

### Colaboradores

#### Actuales
| Colaborador/a               | Información                        | Cuatro (canal de televisión) | Cuatro (canal de televisión) | Cuatro (canal de televisión) | Cuatro (canal de televisión) | Cuatro (canal de televisión) | Cuatro (canal de televisión) | Cuatro (canal de televisión) |
| Colaborador/a               | Información                        | 2019                         | 2020                         | 2021                         | 2022                         | 2023                         | 2024                         | 2025                         |
| --------------------------- | ---------------------------------- | ---------------------------- | ---------------------------- | ---------------------------- | ---------------------------- | ---------------------------- | ---------------------------- | ---------------------------- |
| Ana Pardo de Vera           | Periodista y filóloga              |                              |                              |                              |                              |                              |                              |                              |
| Verónica Fumanal            | Experta en comunicación política   |                              |                              |                              |                              |                              |                              |                              |
| Pilar Rahola                | Analista política                  |                              |                              |                              |                              |                              |                              |                              |
| Antonio Naranjo             | Periodista                         |                              |                              |                              |                              |                              |                              |                              |
| Pilar García de la Granja   | Periodista                         |                              |                              |                              |                              |                              |                              |                              |
| Javier Gómez                | Periodista                         |                              |                              |                              |                              |                              |                              |                              |
| Javier Nart                 | Eurodiputado y escritor            |                              |                              |                              |                              |                              |                              |                              |
| Alicia Gutiérrez            | Periodista de Infolibre            |                              |                              |                              |                              |                              |                              |                              |
| Javier Chicote              | Periodista de investigación de ABC |                              |                              |                              |                              |                              |                              |                              |
| Cristina Cifuentes          | Expolítica y abogada               |                              |                              |                              |                              |                              |                              |                              |
| Carolina Bescansa           | Política                           |                              |                              |                              |                              |                              |                              |                              |
| José Manuel García Margallo | Político                           |                              |                              |                              |                              |                              |                              |                              |
| Esperanza Aguirre           | Expolítica                         |                              |                              |                              |                              |                              |                              |                              |
| Susana Díaz                 | Política                           |                              |                              |                              |                              |                              |                              |                              |
| Virginia Riezu              | Humorista                          |                              |                              |                              |                              |                              |                              |                              |
| Luis Fabra                  | Humorista y guionista              |                              |                              |                              |                              |                              |                              |                              |
| Miguel Ángel Martín         | Humorista                          |                              |                              |                              |                              |                              |                              |                              |
| Pere Aznar                  | Humorista                          |                              |                              |                              |                              |                              |                              |                              |
| Pablo Echenique             | Político y científico              |                              |                              |                              |                              |                              |                              |                              |
| Juan Lobato                 | Político                           |                              |                              |                              |                              |                              |                              |                              |
| Irene Montero               | Política                           |                              |                              |                              |                              |                              |                              |                              |
| Marina Rivers               | Influencer                         |                              |                              |                              |                              |                              |                              |                              |

#### Anteriores
| Colaborador/a          | Información                           | Cuatro (canal de televisión) | Cuatro (canal de televisión) | Cuatro (canal de televisión) | Cuatro (canal de televisión) | Cuatro (canal de televisión) | Cuatro (canal de televisión) | Cuatro (canal de televisión) |
| Colaborador/a          | Información                           | 2019                         | 2020                         | 2021                         | 2022                         | 2023                         | 2024                         | 2025                         |
| ---------------------- | ------------------------------------- | ---------------------------- | ---------------------------- | ---------------------------- | ---------------------------- | ---------------------------- | ---------------------------- | ---------------------------- |
| Antonio Castelo        | Humorista y presentador de televisión |                              |                              |                              |                              |                              |                              |                              |
| Miguel Lago            | Humorista y actor                     |                              |                              |                              |                              |                              |                              |                              |
| Montse Suárez          | Abogada                               |                              |                              |                              |                              |                              |                              |                              |
| Javier Gállego         | Periodista y sociólogo                |                              |                              |                              |                              |                              |                              |                              |
| Elsa Ruiz              | Cómica y activista trans              |                              |                              |                              |                              |                              |                              |                              |
| Carmen Lomana          | Empresaria y socialité                |                              |                              |                              |                              |                              |                              |                              |
| Itziar Castro          | Actriz                                |                              |                              |                              |                              |                              |                              |                              |
| Eduardo Garzón         | Economista                            |                              |                              |                              |                              |                              |                              |                              |
| Marcos de Quinto       | Ejecutivo mercantil y expolítico      |                              |                              |                              |                              |                              |                              |                              |
| José Luis Ábalos       | Político                              |                              |                              |                              |                              |                              |                              |                              |
| Celia Villalobos       | Expolítica                            |                              |                              |                              |                              |                              |                              |                              |
| Anabel Alonso          | Humorista y actriz                    |                              |                              |                              |                              |                              |                              |                              |
| Ángel Garrido          | Político                              |                              |                              |                              |                              |                              |                              |                              |
| Paula Púa              | Humorista y guionista                 |                              |                              |                              |                              |                              |                              |                              |
| Agustín Jiménez        | Actor y humorista                     |                              |                              |                              |                              |                              |                              |                              |
| Andrea Levy            | Abogada y política                    |                              |                              |                              |                              |                              |                              |                              |
| Miguel Iríbar          | Humorista                             |                              |                              |                              |                              |                              |                              |                              |
| Marta González de Vega | Humorista, guionista y actriz         |                              |                              |                              |                              |                              |                              |                              |

## Temporadas y audiencias
- El primer programa se emitió en simulcast en Cuatro (478 000 y 4,0%) / FDF (265 000 y 2,2%) / Energy (109 000 y 0,9%) y Be Mad (35 000 y 0,3%) sumando un total de 886 000 espectadores y 7,4% de cuota.

- Por primera vez en 2025 se creó la marca 'SummerTEM' para diferenciar la versión veraniega del programa de la habitual. El programa tratará los mismos contenidos pero con Pablo González Batista al mando.[12]

| Temporada | Temporada | Programas | Estreno                 | Final                   | Audiencia media | Audiencia media | Audiencia media |
| Temporada | Temporada | Programas | Estreno                 | Final                   | Espectadores    | Cuota           |                 |
| --------- | --------- | --------- | ----------------------- | ----------------------- | --------------- | --------------- | --------------- |
|           | 1         | 164       | 8 de enero de 2019      | 30 de agosto de 2019    | 429 000         | 3,6%            |                 |
|           | 2         | 241       | 2 de septiembre de 2019 | 31 de agosto de 2020    | 624 000         | 5,0%            |                 |
|           | 3         | 236       | 1 de septiembre de 2020 | 3 de septiembre de 2021 | 688 000         | 6,0%            |                 |
|           | 4         | 243       | 6 de septiembre de 2021 | 2 de septiembre de 2022 | 586 000         | 5,9%            |                 |
|           | 5         | 245       | 5 de septiembre de 2022 | 1 de septiembre de 2023 | 506 000         | 5,7%            |                 |
|           | 6         | 249       | 4 de septiembre de 2023 | 30 de agosto de 2024    | 517 000         | 5,7%            |                 |
|           | 7         | 198       | 2 de septiembre de 2024 | 14 de junio de 2025     | 577 000         | 6,9%            |                 |
|           | SummerTEM | 54        | 16 de junio de 2025     | 29 de agosto de 2025    | *               | *               |                 |

### Temporada 1 (2019)
| 1   | 8 de enero de 2019    | 478 000 (4,0%) |
| 2   | 9 de enero de 2019    | 378 000 (3,2%) |
| 3   | 10 de enero de 2019   | 284 000 (2,4%) |
| 4   | 11 de enero de 2019   | 369 000 (3,1%) |
| 5   | 14 de enero de 2019   | 341 000 (2,9%) |
| 6   | 15 de enero de 2019   | 296 000 (2,5%) |
| 7   | 16 de enero de 2019   | 334 000 (2,7%) |
| 8   | 17 de enero de 2019   | 382 000 (3,1%) |
| 9   | 18 de enero de 2019   | 319 000 (2,5%) |
| 10  | 21 de enero de 2019   | 433 000 (3,4%) |
| 11  | 22 de enero de 2019   | 461 000 (3,5%) |
| 12  | 23 de enero de 2019   | 454 000 (3,5%) |
| 13  | 24 de enero de 2019   | 402 000 (3,1%) |
| 14  | 25 de enero de 2019   | 395 000 (3,2%) |
| 15  | 28 de enero de 2019   | 397 000 (3,1%) |
| 16  | 29 de enero de 2019   | 547 000 (4,1%) |
| 17  | 30 de enero de 2019   | 374 000 (3,0%) |
| 18  | 31 de enero de 2019   | 393 000 (3,0%) |
| 19  | 1 de febrero de 2019  | 355 000 (2,7%) |
| 20  | 4 de febrero de 2019  | 360 000 (2,8%) |
| 21  | 5 de febrero de 2019  | 388 000 (3,3%) |
| 22  | 6 de febrero de 2019  | 425 000 (3,6%) |
| 23  | 7 de febrero de 2019  | 387 000 (3,3%) |
| 24  | 8 de febrero de 2019  | 341 000 (2,8%) |
| 25  | 11 de febrero de 2019 | 456 000 (3,8%) |
| 26  | 12 de febrero de 2019 | 424 000 (3,7%) |
| 27  | 13 de febrero de 2019 | 380 000 (3,2%) |
| 28  | 14 de febrero de 2019 | 395 000 (3,5%) |
| 29  | 15 de febrero de 2019 | 317 000 (2,7%) |
| 30  | 18 de febrero de 2019 | 511 000 (4,1%) |
| 31  | 19 de febrero de 2019 | 394 000 (3,3%) |
| 32  | 20 de febrero de 2019 | 287 000 (2,5%) |
| 33  | 21 de febrero de 2019 | 368 000 (3,2%) |
| 34  | 22 de febrero de 2019 | 307 000 (2,7%) |
| 35  | 25 de febrero de 2019 | 392 000 (3,3%) |
| 36  | 26 de febrero de 2019 | 414 000 (3,6%) |
| 37  | 27 de febrero de 2019 | 382 000 (3,3%) |
| 38  | 28 de febrero de 2019 | 341 000 (3,2%) |
| 39  | 1 de marzo de 2019    | 329 000 (2,9%) |
| 40  | 4 de marzo de 2019    | 359 000 (2,8%) |
| 41  | 5 de marzo de 2019    | 440 000 (3,7%) |
| 42  | 6 de marzo de 2019    | 439 000 (3,4%) |
| 43  | 7 de marzo de 2019    | 458 000 (3,8%) |
| 44  | 8 de marzo de 2019    | 347 000 (3,0%) |
| 45  | 11 de marzo de 2019   | 350 000 (3,0%) |
| 46  | 12 de marzo de 2019   | 385 000 (3,3%) |
| 47  | 13 de marzo de 2019   | 430 000 (3,6%) |
| 48  | 14 de marzo de 2019   | 385 000 (3,3%) |
| 49  | 15 de marzo de 2019   | 391 000 (3,0%) |
| 50  | 18 de marzo de 2019   | 408 000 (3,3%) |
| 51  | 19 de marzo de 2019   | 504 000 (4,2%) |
| 52  | 20 de marzo de 2019   | 453 000 (3,9%) |
| 53  | 21 de marzo de 2019   | 450 000 (4,0%) |
| 54  | 22 de marzo de 2019   | 369 000 (3,3%) |
| 55  | 25 de marzo de 2019   | 385 000 (3,3%) |
| 56  | 26 de marzo de 2019   | 388 000 (3,3%) |
| 57  | 27 de marzo de 2019   | 379 000 (3,2%) |
| 58  | 28 de marzo de 2019   | 376 000 (3,3%) |
| 59  | 29 de marzo de 2019   | 336 000 (2,9%) |
| 60  | 1 de abril de 2019    | 464 000 (3,8%) |
| 61  | 2 de abril de 2019    | 418 000 (3,5%) |
| 62  | 3 de abril de 2019    | 458 000 (4,0%) |
| 63  | 4 de abril de 2019    | 487 000 (4,3%) |
| 64  | 5 de abril de 2019    | 426 000 (3,5%) |
| 65  | 8 de abril de 2019    | 491 000 (4,1%) |
| 66  | 9 de abril de 2019    | 493 000 (4,1%) |
| 67  | 10 de abril de 2019   | 735 000 (6,7%) |
| 68  | 11 de abril de 2019   | 496 000 (4,4%) |
| 69  | 12 de abril de 2019   | 389 000 (3,3%) |
| 70  | 15 de abril de 2019   | 417 000 (3,4%) |
| 71  | 16 de abril de 2019   | 491 000 (4,3%) |
| 72  | 17 de abril de 2019   | 507 000 (4,3%) |
| 73  | 22 de abril de 2019   | 504 000 (3,9%) |
| 74  | 23 de abril de 2019   | 535 000 (4,3%) |
| 75  | 24 de abril de 2019   | 567 000 (4,5%) |
| 76  | 25 de abril de 2019   | 539 000 (4,5%) |
| 77  | 26 de abril de 2019   | 428 000 (3,7%) |
| 78  | 29 de abril de 2019   | 564 000 (4,8%) |
| 79  | 30 de abril de 2019   | 543 000 (4,7%) |
| 80  | 2 de mayo de 2019     | 517 000 (4,6%) |
| 81  | 3 de mayo de 2019     | 449 000 (3,8%) |
| 82  | 6 de mayo de 2019     | 419 000 (3,6%) |
| 83  | 7 de mayo de 2019     | 474 000 (4,0%) |
| 84  | 8 de mayo de 2019     | 405 000 (3,4%) |
| 85  | 9 de mayo de 2019     | 460 000 (3,9%) |
| 86  | 10 de mayo de 2019    | 482 000 (4,1%) |
| 87  | 13 de mayo de 2019    | 480 000 (4,0%) |
| 88  | 14 de mayo de 2019    | 470 000 (4,0%) |
| 89  | 15 de mayo de 2019    | 428 000 (3,7%) |
| 90  | 16 de mayo de 2019    | 456 000 (3,9%) |
| 91  | 17 de mayo de 2019    | 366 000 (3,0%) |
| 92  | 20 de mayo de 2019    | 509 000 (4,3%) |
| 93  | 21 de mayo de 2019    | 441 000 (3,8%) |
| 94  | 22 de mayo de 2019    | 548 000 (4,7%) |
| 95  | 23 de mayo de 2019    | 433 000 (3,8%) |
| 96  | 24 de mayo de 2019    | 462 000 (3,8%) |
| 97  | 27 de mayo de 2019    | 566 000 (4,6%) |
| 98  | 28 de mayo de 2019    | 474 000 (4,0%) |
| 99  | 29 de mayo de 2019    | 534 000 (4,4%) |
| 100 | 30 de mayo de 2019    | 512 000 (4,4%) |
| 101 | 31 de mayo de 2019    | 390 000 (3,5%) |
| 102 | 3 de junio de 2019    | 561 000 (4,6%) |
| 103 | 4 de junio de 2019    | 440 000 (3,7%) |
| 104 | 5 de junio de 2019    | 468 000 (4,0%) |
| 105 | 6 de junio de 2019    | 465 000 (3,9%) |
| 106 | 7 de junio de 2019    | 509 000 (4,3%) |
| 107 | 10 de junio de 2019   | 539 000 (4,4%) |
| 108 | 11 de junio de 2019   | 550 000 (4,3%) |
| 109 | 12 de junio de 2019   | 486.000 (4,0%) |
| 110 | 13 de junio de 2019   | 514.000 (4,3%) |
| 111 | 14 de junio de 2019   | 448.000 (3,7%) |
| 112 | 17 de junio de 2019   | 546.000 (4,4%) |
| 113 | 18 de junio de 2019   | 487.000 (4,0%) |
| 114 | 19 de junio de 2019   | 420.000 (3,5%) |
| 115 | 20 de junio de 2019   | 578.000 (4,9%) |
| 116 | 21 de junio de 2019   | 372.000 (3,1%) |
| 117 | 24 de junio de 2019   | 466.000 (3,7%) |
| 118 | 25 de junio de 2019   | 480.000 (4,0%) |
| 119 | 26 de junio de 2019   | 389.000 (3,2%) |
| 120 | 27 de junio de 2019   | 513.000 (4,4%) |
| 121 | 28 de junio de 2019   | 506.000 (4,3%) |
| 122 | 1 de julio de 2019    | 534.000 (4,4%) |
| 123 | 2 de julio de 2019    | 528.000 (4,4%) |
| 124 | 3 de julio de 2019    | 517.000 (4,4%) |
| 125 | 4 de julio de 2019    | 491.000 (4,2%) |
| 126 | 5 de julio de 2019    | 472.000 (4,0%) |
| 127 | 8 de julio de 2019    | 529.000 (4,5%) |
| 128 | 9 de julio de 2019    | 532 000 (4,4%) |
| 129 | 10 de julio de 2019   | 454 000 (4,0%) |
| 130 | 11 de julio de 2019   | 485 000 (4,2%) |
| 131 | 12 de julio de 2019   | 387 000 (3,4%) |
| 132 | 15 de julio de 2019   | 396 000 (3,4%) |
| 133 | 16 de julio de 2019   | 416 000 (3,7%) |
| 134 | 17 de julio de 2019   | 408 000 (3,6%) |
| 135 | 18 de julio de 2019   | 429 000 (3,7%) |
| 136 | 19 de julio de 2019   | 372 000 (3,4%) |
| 137 | 22 de julio de 2019   | 379 000 (3,3%) |
| 138 | 23 de julio de 2019   | 397 000 (3,5%) |
| 139 | 24 de julio de 2019   | 492 000 (4,4%) |
| 140 | 25 de julio de 2019   | 320 000 (2,7%) |
| 141 | 26 de julio de 2019   | 437 000 (3,9%) |
| 142 | 29 de julio de 2019   | 384 000 (3,3%) |
| 143 | 30 de julio de 2019   | 402 000 (3,5%) |
| 144 | 31 de julio de 2019   | 351 000 (3,2%) |
| 145 | 1 de agosto de 2019   | 389 000 (3,5%) |
| 146 | 2 de agosto de 2019   | 385 000 (3,5%) |
| 147 | 5 de agosto de 2019   | 366 000 (3,3%) |
| 148 | 6 de agosto de 2019   | 425 000 (3,9%) |
| 149 | 7 de agosto de 2019   | 354 000 (3,2%) |
| 150 | 8 de agosto de 2019   | 274 000 (2,5%) |
| 151 | 9 de agosto de 2019   | 368 000 (3,5%) |
| 152 | 12 de agosto de 2019  | 355 000 (3,2%) |
| 153 | 13 de agosto de 2019  | 370 000 (3,5%) |
| 154 | 14 de agosto de 2019  | 321 000 (3,1%) |
| 155 | 19 de agosto de 2019  | 379 000 (3,4%) |
| 156 | 20 de agosto de 2019  | 415 000 (3,9%) |
| 157 | 21 de agosto de 2019  | 370 000 (3,4%) |
| 158 | 22 de agosto de 2019  | 372 000 (3,5%) |
| 159 | 23 de agosto de 2019  | 365 000 (3,5%) |
| 160 | 26 de agosto de 2019  | 376 000 (3,4%) |
| 161 | 27 de agosto de 2019  | 315 000 (2,7%) |
| 162 | 28 de agosto de 2019  | 308 000 (2,7%) |
| 163 | 29 de agosto de 2019  | 364 000 (3,2%) |
| 164 | 30 de agosto de 2019  | 412 000 (3,7%) |

### Temporada 2 (2019-2020)
| 165 | 2 de septiembre de 2019  | 540 000 (4,7%)   |
| 166 | 3 de septiembre de 2019  | 358 000 (3,5%)   |
| 167 | 4 de septiembre de 2019  | 513 000 (4,5%)   |
| 168 | 5 de septiembre de 2019  | 383 000 (3,3%)   |
| 169 | 6 de septiembre de 2019  | 430 000 (3,8%)   |
| 170 | 9 de septiembre de 2019  | 435 000 (3,7%)   |
| 171 | 10 de septiembre de 2019 | 688 000 (6,3%)   |
| 172 | 11 de septiembre de 2019 | 428 000 (4,0%)   |
| 173 | 12 de septiembre de 2019 | 364 000 (3,0%)   |
| 174 | 13 de septiembre de 2019 | 463 000 (3,8%)   |
| 175 | 16 de septiembre de 2019 | 696 000 (5,8%)   |
| 176 | 17 de septiembre de 2019 | 516 000 (4,5%)   |
| 177 | 18 de septiembre de 2019 | 476 000 (4,1%)   |
| 178 | 19 de septiembre de 2019 | 458 000 (4,0%)   |
| 179 | 20 de septiembre de 2019 | 462 000 (4,0%)   |
| 180 | 23 de septiembre de 2019 | 422 000 (3,6%)   |
| 181 | 24 de septiembre de 2019 | 429 000 (3,7%)   |
| 182 | 25 de septiembre de 2019 | 418 000 (3,7%)   |
| 183 | 26 de septiembre de 2019 | 442 000 (4,0%)   |
| 184 | 27 de septiembre de 2019 | 414 000 (3,6%)   |
| 185 | 30 de septiembre de 2019 | 424 000 (3,6%)   |
| 186 | 1 de octubre de 2019     | 434 000 (3,8%)   |
| 187 | 2 de octubre de 2019     | 436 000 (3,9%)   |
| 188 | 3 de octubre de 2019     | 325 000 (2,9%)   |
| 189 | 4 de octubre de 2019     | 358 000 (3,2%)   |
| 190 | 7 de octubre de 2019     | 404 000 (3,6%)   |
| 191 | 8 de octubre de 2019     | 394 000 (3,6%)   |
| 192 | 9 de octubre de 2019     | 561 000 (5,0%)   |
| 193 | 10 de octubre de 2019    | 445 000 (4,1%)   |
| 194 | 11 de octubre de 2019    | 361 000 (3,3%)   |
| 195 | 14 de octubre de 2019    | 554 000 (4,5%)   |
| 196 | 15 de octubre de 2019    | 461 000 (4,0%)   |
| 197 | 16 de octubre de 2019    | 600 000 (5,1%)   |
| 198 | 17 de octubre de 2019    | 525 000 (4,7%)   |
| 199 | 18 de octubre de 2019    | 740 000 (6,3%)   |
| 200 | 21 de octubre de 2019    | 453 000 (3,9%)   |
| 201 | 22 de octubre de 2019    | 544 000 (4,6%)   |
| 202 | 23 de octubre de 2019    | 522 000 (4,6%)   |
| 203 | 24 de octubre de 2019    | 631 000 (5,6%)   |
| 204 | 25 de octubre de 2019    | 499 000 (4,5%)   |
| 205 | 28 de octubre de 2019    | 478 000 (4,2%)   |
| 206 | 29 de octubre de 2019    | 457 000 (4,1%)   |
| 207 | 30 de octubre de 2019    | 474 000 (4,3%)   |
| 208 | 31 de octubre de 2019    | 386 000 (3,7%)   |
| 209 | 4 de noviembre de 2019   | 640 000 (5,5%)   |
| 210 | 5 de noviembre de 2019   | 720 000 (6,3%)   |
| 211 | 6 de noviembre de 2019   | 609 000 (5,3%)   |
| 212 | 7 de noviembre de 2019   | 644 000 (5,8%)   |
| 213 | 8 de noviembre de 2019   | 583 000 (4,8%)   |
| 214 | 11 de noviembre de 2019  | 609 000 (5,2%)   |
| 215 | 12 de noviembre de 2019  | 627 000 (5,2%)   |
| 216 | 13 de noviembre de 2019  | 614 000 (5,3%)   |
| 217 | 14 de noviembre de 2019  | 654 000 (5,4%)   |
| 218 | 15 de noviembre de 2019  | 465 000 (3,9%)   |
| 219 | 18 de noviembre de 2019  | 542 000 (4,6%)   |
| 220 | 19 de noviembre de 2019  | 511 000 (4,4%)   |
| 221 | 20 de noviembre de 2019  | 537 000 (4,5%)   |
| 222 | 21 de noviembre de 2019  | 593 000 (4,9%)   |
| 223 | 22 de noviembre de 2019  | 530 000 (4,3%)   |
| 224 | 25 de noviembre de 2019  | 529 000 (4,6%)   |
| 225 | 26 de noviembre de 2019  | 522 000 (4,5%)   |
| 226 | 27 de noviembre de 2019  | 593 000 (5,4%)   |
| 227 | 28 de noviembre de 2019  | 480 000 (4,2%)   |
| 228 | 29 de noviembre de 2019  | 367 000 (3,3%)   |
| 229 | 2 de diciembre de 2019   | 578 000 (4,8%)   |
| 230 | 3 de diciembre de 2019   | 600 000 (5,2%)   |
| 231 | 4 de diciembre de 2019   | 555 000 (4,8%)   |
| 232 | 5 de diciembre de 2019   | 515 000 (4,6%)   |
| 233 | 9 de diciembre de 2019   | 496 000 (4,1%)   |
| 234 | 10 de diciembre de 2019  | 528 000 (4,8%)   |
| 235 | 11 de diciembre de 2019  | 533 000 (4,8%)   |
| 236 | 12 de diciembre de 2019  | 503 000 (4,4%)   |
| 237 | 13 de diciembre de 2019  | 423 000 (3,7%)   |
| 238 | 16 de diciembre de 2019  | 573 000 (5,0%)   |
| 239 | 17 de diciembre de 2019  | 545 000 (4,9%)   |
| 240 | 18 de diciembre de 2019  | 622 000 (5,5%)   |
| 241 | 19 de diciembre de 2019  | 475 000 (4,1%)   |
| 242 | 20 de diciembre de 2019  | 488 000 (4,1%)   |
| 243 | 23 de diciembre de 2019  | 443 000 (3,9%)   |
| 244 | 26 de diciembre de 2019  | 453 000 (4,0%)   |
| 245 | 27 de diciembre de 2019  | 476 000 (4,0%)   |
| 246 | 30 de diciembre de 2019  | 559 000 (4,7%)   |
| 247 | 2 de enero de 2020       | 434 000 (3,6%)   |
| 248 | 3 de enero de 2020       | 466 000 (3,7%)   |
| 249 | 7 de enero de 2020       | 623 000 (5,1%)   |
| 250 | 8 de enero de 2020       | 609 000 (5,4%)   |
| 251 | 9 de enero de 2020       | 527 000 (4,7%)   |
| 252 | 10 de enero de 2020      | 520 000 (4,4%)   |
| 253 | 13 de enero de 2020      | 567 000 (4,9%)   |
| 254 | 14 de enero de 2020      | 505 000 (4,4%)   |
| 255 | 15 de enero de 2020      | 495 000 (4,4%)   |
| 256 | 16 de enero de 2020      | 526 000 (4,6%)   |
| 257 | 17 de enero de 2020      | 463 000 (4,1%)   |
| 258 | 20 de enero de 2020      | 547 000 (4,2%)   |
| 259 | 21 de enero de 2020      | 707 000 (5,5%)   |
| 260 | 22 de enero de 2020      | 661 000 (5,2%)   |
| 261 | 23 de enero de 2020      | 500 000 (4,3%)   |
| 262 | 24 de enero de 2020      | 476 000 (4,1%)   |
| 263 | 27 de enero de 2020      | 588 000 (4,7%)   |
| 264 | 28 de enero de 2020      | 599 000 (5,0%)   |
| 265 | 29 de enero de 2020      | 595 000 (4,9%)   |
| 266 | 30 de enero de 2020      | 579 000 (4,9%)   |
| 267 | 31 de enero de 2020      | 451 000 (3,9%)   |
| 268 | 3 de febrero de 2020     | 603 000 (5,3%)   |
| 269 | 4 de febrero de 2020     | 455 000 (4,1%)   |
| 270 | 5 de febrero de 2020     | 516 000 (4,7%)   |
| 271 | 6 de febrero de 2020     | 456 000 (4,0%)   |
| 272 | 7 de febrero de 2020     | 406 000 (3,5%)   |
| 273 | 10 de febrero de 2020    | 462 000 (4,1%)   |
| 274 | 11 de febrero de 2020    | 600 000 (5,2%)   |
| 275 | 12 de febrero de 2020    | 547 000 (4,7%)   |
| 276 | 13 de febrero de 2020    | 504 000 (4,5%)   |
| 277 | 14 de febrero de 2020    | 488 000 (4,4%)   |
| 278 | 17 de febrero de 2020    | 583 000 (4,9%)   |
| 279 | 18 de febrero de 2020    | 524 000 (4,6%)   |
| 280 | 19 de febrero de 2020    | 529 000 (4,8%)   |
| 281 | 20 de febrero de 2020    | 541 000 (4,8%)   |
| 282 | 21 de febrero de 2020    | 473 000 (4,2%)   |
| 283 | 24 de febrero de 2020    | 509 000 (4,4%)   |
| 284 | 25 de febrero de 2020    | 561 000 (4,8%)   |
| 285 | 26 de febrero de 2020    | 552 000 (4,8%)   |
| 286 | 27 de febrero de 2020    | 481 000 (4,3%)   |
| 287 | 28 de febrero de 2020    | 488 000 (4,5%)   |
| 288 | 2 de marzo de 2020       | 592 000 (4,9%)   |
| 289 | 3 de marzo de 2020       | 528 000 (4,6%)   |
| 290 | 4 de marzo de 2020       | 590 000 (5,2%)   |
| 291 | 5 de marzo de 2020       | 552 000 (4,8%)   |
| 292 | 6 de marzo de 2020       | 484 000 (4,1%)   |
| 293 | 9 de marzo de 2020       | 600 000 (5,3%)   |
| 294 | 10 de marzo de 2020      | 575 000 (4,9%)   |
| 295 | 11 de marzo de 2020      | 561 000 (4,8%)   |
| 296 | 12 de marzo de 2020      | 467 000 (3,7%)   |
| 297 | 13 de marzo de 2020      | 650 000 (4,5%)   |
| 298 | 16 de marzo de 2020      | 941 000 (5,4%)   |
| 299 | 17 de marzo de 2020      | 526 000 (2,9%)   |
| 300 | 18 de marzo de 2020      | 837 000 (5,1%)   |
| 301 | 19 de marzo de 2020      | 862 000 (5,0%)   |
| 302 | 20 de marzo de 2020      | 648 000 (3,8%)   |
| 303 | 23 de marzo de 2020      | 714 000 (4,2%)   |
| 304 | 24 de marzo de 2020      | 669 000 (4,0%)   |
| 305 | 25 de marzo de 2020      | 983 000 (6,0%)   |
| 306 | 26 de marzo de 2020      | 933 000 (5,8%)   |
| 307 | 27 de marzo de 2020      | 1 021 000 (6,1%) |
| 308 | 30 de marzo de 2020      | 1 027 000 (6,1%) |
| 309 | 31 de marzo de 2020      | 1 010 000 (6,0%) |
| 310 | 1 de abril de 2020       | 840 000 (5,1%)   |
| 311 | 2 de abril de 2020       | 1 041 000 (6,3%) |
| 312 | 3 de abril de 2020       | 936 000 (5,8%)   |
| 313 | 6 de abril de 2020       | 825 000 (5,1%)   |
| 314 | 7 de abril de 2020       | 983 000 (6,3%)   |
| 315 | 8 de abril de 2020       | 1 038 000 (6,6%) |
| 316 | 13 de abril de 2020      | 1 095 000 (6,8%) |
| 317 | 14 de abril de 2020      | 884 000 (5,8%)   |
| 318 | 15 de abril de 2020      | 948 000 (6,0%)   |
| 319 | 16 de abril de 2020      | 1 010 000 (6,5%) |
| 320 | 17 de abril de 2020      | 1 148 000 (7,4%) |
| 321 | 20 de abril de 2020      | 1 036 000 (6,8%) |
| 322 | 21 de abril de 2020      | 1 009 000 (6,5%) |
| 323 | 22 de abril de 2020      | 960 000 (6,3%)   |
| 324 | 23 de abril de 2020      | 792 000 (5,3%)   |
| 325 | 24 de abril de 2020      | 1 008 000 (6,7%) |
| 326 | 27 de abril de 2020      | 735 000 (4,8%)   |
| 327 | 28 de abril de 2020      | 825 000 (5,4%)   |
| 328 | 29 de abril de 2020      | 868 000 (5,7%)   |
| 329 | 30 de abril de 2020      | 788 000 (5,2%)   |
| 330 | 4 de mayo de 2020        | 832 000 (5,7%)   |
| 331 | 5 de mayo de 2020        | 877 000 (6,0%)   |
| 332 | 6 de mayo de 2020        | 846 000 (5,8%)   |
| 333 | 7 de mayo de 2020        | 809 000 (5,5%)   |
| 334 | 8 de mayo de 2020        | 870 000 (6,0%)   |
| 335 | 11 de mayo de 2020       | 808 000 (5,6%)   |
| 336 | 12 de mayo de 2020       | 737 000 (5,1%)   |
| 337 | 13 de mayo de 2020       | 802 000 (5,6%)   |
| 338 | 14 de mayo de 2020       | 989 000 (6,5%)   |
| 339 | 15 de mayo de 2020       | 1 040 000 (6,9%) |
| 340 | 18 de mayo de 2020       | 850 000 (6,1%)   |
| 341 | 19 de mayo de 2020       | 881 000 (6,4%)   |
| 342 | 20 de mayo de 2020       | 841 000 (6,1%)   |
| 343 | 21 de mayo de 2020       | 939 000 (6,6%)   |
| 344 | 22 de mayo de 2020       | 858 000 (6,2%)   |
| 345 | 25 de mayo de 2020       | 727 000 (5,3%)   |
| 346 | 26 de mayo de 2020       | 813 000 (6,1%)   |
| 347 | 27 de mayo de 2020       | 799 000 (6,0%)   |
| 348 | 28 de mayo de 2020       | 698 000 (5,3%)   |
| 349 | 29 de mayo de 2020       | 785 000 (5,9%)   |
| 350 | 1 de junio de 2020       | 880 000 (6,3%)   |
| 351 | 2 de junio de 2020       | 755 000 (5,7%)   |
| 352 | 3 de junio de 2020       | 688 000 (5,2%)   |
| 353 | 4 de junio de 2020       | 787 000 (5,7%)   |
| 354 | 5 de junio de 2020       | 846 000 (6,4%)   |
| 355 | 8 de junio de 2020       | 757 000 (5,6%)   |
| 356 | 9 de junio de 2020       | 813 000 (6,1%)   |
| 357 | 10 de junio de 2020      | 824 000 (6,4%)   |
| 358 | 11 de junio de 2020      | 794 000 (6,1%)   |
| 359 | 12 de junio de 2020      | 828 000 (6,3%)   |
| 360 | 15 de junio de 2020      | 807 000 (6,2%)   |
| 361 | 16 de junio de 2020      | 745 000 (5,8%)   |
| 362 | 17 de junio de 2020      | 773 000 (6,1%)   |
| 363 | 18 de junio de 2020      | 692 000 (5,5%)   |
| 364 | 19 de junio de 2020      | 735 000 (5,9%)   |
| 365 | 22 de junio de 2020      | 681 000 (5,4%)   |
| 366 | 23 de junio de 2020      | 720 000 (5,7%)   |
| 367 | 24 de junio de 2020      | 618 000 (5,0%)   |
| 368 | 25 de junio de 2020      | 676 000 (5,6%)   |
| 369 | 26 de junio de 2020      | 636 000 (5,3%)   |
| 370 | 29 de junio de 2020      | 720 000 (5,8%)   |
| 371 | 30 de junio de 2020      | 667 000 (5,6%)   |
| 372 | 1 de julio de 2020       | 579 000 (4,9%)   |
| 373 | 2 de julio de 2020       | 582 000 (4,9%)   |
| 374 | 3 de julio de 2020       | 512 000 (4,5%)   |
| 375 | 6 de julio de 2020       | 578 000 (4,9%)   |
| 376 | 7 de julio de 2020       | 614 000 (5,3%)   |
| 377 | 8 de julio de 2020       | 603 000 (5,3%)   |
| 378 | 9 de julio de 2020       | 568 000 (5,0%)   |
| 379 | 10 de julio de 2020      | 582 000 (5,1%)   |
| 380 | 13 de julio de 2020      | 567 000 (4,7%)   |
| 381 | 14 de julio de 2020      | 631 000 (5,6%)   |
| 382 | 15 de julio de 2020      | 593 000 (5,1%)   |
| 383 | 16 de julio de 2020      | 592 000 (5,1%)   |
| 384 | 17 de julio de 2020      | 553 000 (4,9%)   |
| 385 | 20 de julio de 2020      | 517 000 (4,3%)   |
| 386 | 21 de julio de 2020      | 525 000 (4,6%)   |
| 387 | 22 de julio de 2020      | 581 000 (5,1%)   |
| 388 | 23 de julio de 2020      | 512 000 (4,5%)   |
| 389 | 24 de julio de 2020      | 505 000 (4,4%)   |
| 390 | 27 de julio de 2020      | 667 000 (5,9%)   |
| 391 | 28 de julio de 2020      | 485 000 (4,2%)   |
| 392 | 29 de julio de 2020      | 526 000 (4,6%)   |
| 393 | 30 de julio de 2020      | 554 000 (4,8%)   |
| 394 | 31 de julio de 2020      | 509 000 (4,4%)   |
| 395 | 3 de agosto de 2020      | 518 000 (4,4%)   |
| 396 | 4 de agosto de 2020      | 567 000 (4,9%)   |
| 397 | 5 de agosto de 2020      | 514 000 (4,7%)   |
| 398 | 6 de agosto de 2020      | 622 000 (5,6%)   |
| 399 | 7 de agosto de 2020      | 536 000 (5,0%)   |
| 400 | 10 de agosto de 2020     | 537 000 (4,7%)   |
| 401 | 11 de agosto de 2020     | 478 000 (4,3%)   |
| 402 | 12 de agosto de 2020     | 479 000 (4,3%)   |
| 403 | 13 de agosto de 2020     | 520 000 (4,8%)   |
| 404 | 14 de agosto de 2020     | 528 000 (4,9%)   |
| 405 | 17 de agosto de 2020     | 513 000 (4,6%)   |
| 406 | 18 de agosto de 2020     | 703 000 (6,3%)   |
| 407 | 19 de agosto de 2020     | 531 000 (5,0%)   |
| 408 | 20 de agosto de 2020     | 587 000 (5,4%)   |
| 409 | 21 de agosto de 2020     | 485 000 (4,6%)   |
| 410 | 24 de agosto de 2020     | 610 000 (5,3%)   |
| 411 | 25 de agosto de 2020     | 604 000 (5,4%)   |
| 412 | 26 de agosto de 2020     | 546 000 (4,8%)   |
| 413 | 27 de agosto de 2020     | 530 000 (4,7%)   |
| 414 | 28 de agosto de 2020     | 453 000 (3,9%)   |
| 415 | 31 de agosto de 2020     | 579 000 (4,7%)   |

### Temporada 3 (2020-2021)
| 416 | 1 de septiembre de 2020  | 635 000 (5,3%) |
| 417 | 2 de septiembre de 2020  | 688 000 (5,7%) |
| 418 | 3 de septiembre de 2020  | 634 000 (5,5%) |
| 419 | 4 de septiembre de 2020  | 615 000 (5,2%) |
| 420 | 7 de septiembre de 2020  | 672 000 (5,6%) |
| 421 | 8 de septiembre de 2020  | 621 000 (5,3%) |
| 422 | 9 de septiembre de 2020  | 624 000 (5,3%) |
| 423 | 10 de septiembre de 2020 | 538 000 (4,6%) |
| 424 | 11 de septiembre de 2020 | 529 000 (4,5%) |
| 425 | 14 de septiembre de 2020 | 660 000 (5,6%) |
| 426 | 15 de septiembre de 2020 | 685 000 (5,8%) |
| 427 | 16 de septiembre de 2020 | 626 000 (5,1%) |
| 428 | 17 de septiembre de 2020 | 667 000 (5,6%) |
| 429 | 18 de septiembre de 2020 | 618 000 (5,1%) |
| 430 | 21 de septiembre de 2020 | 719 000 (6,0%) |
| 431 | 22 de septiembre de 2020 | 680 000 (5,7%) |
| 432 | 23 de septiembre de 2020 | 635 000 (5,6%) |
| 433 | 24 de septiembre de 2020 | 657 000 (5,6%) |
| 434 | 25 de septiembre de 2020 | 684 000 (5,7%) |
| 435 | 28 de septiembre de 2020 | 642 000 (5,4%) |
| 436 | 29 de septiembre de 2020 | 660 000 (5,6%) |
| 437 | 30 de septiembre de 2020 | 668 000 (5,7%) |
| 438 | 1 de octubre de 2020     | 731 000 (6,3%) |
| 439 | 2 de octubre de 2020     | 589 000 (4,8%) |
| 440 | 5 de octubre de 2020     | 691 000 (5,8%) |
| 441 | 6 de octubre de 2020     | 634 000 (5,4%) |
| 442 | 7 de octubre de 2020     | 552 000 (4,8%) |
| 443 | 8 de octubre de 2020     | 634 000 (5,5%) |
| 444 | 9 de octubre de 2020     | 636 000 (5,3%) |
| 445 | 13 de octubre de 2020    | 627 000 (5,2%) |
| 446 | 14 de octubre de 2020    | 705 000 (6,0%) |
| 447 | 15 de octubre de 2020    | 634 000 (5,2%) |
| 448 | 16 de octubre de 2020    | 670 000 (5,6%) |
| 449 | 19 de octubre de 2020    | 652 000 (5,5%) |
| 450 | 20 de octubre de 2020    | 693 000 (5,5%) |
| 451 | 21 de octubre de 2020    | 640 000 (5,2%) |
| 452 | 22 de octubre de 2020    | 630 000 (5,1%) |
| 453 | 23 de octubre de 2020    | 624 000 (5,1%) |
| 454 | 26 de octubre de 2020    | 711 000 (5,7%) |
| 455 | 27 de octubre de 2020    | 737 000 (5,8%) |
| 456 | 28 de octubre de 2020    | 654 000 (5,4%) |
| 457 | 29 de octubre de 2020    | 673 000 (5,7%) |
| 458 | 30 de octubre de 2020    | 670 000 (5,5%) |
| 459 | 2 de noviembre de 2020   | 661 000 (5,2%) |
| 460 | 3 de noviembre de 2020   | 754 000 (5,7%) |
| 461 | 4 de noviembre de 2020   | 767 000 (5,8%) |
| 462 | 5 de noviembre de 2020   | 689 000 (5,2%) |
| 463 | 6 de noviembre de 2020   | 698 000 (5,3%) |
| 464 | 9 de noviembre de 2020   | 761 000 (6,0%) |
| 465 | 10 de noviembre de 2020  | 729 000 (5,9%) |
| 466 | 11 de noviembre de 2020  | 634 000 (5,2%) |
| 467 | 12 de noviembre de 2020  | 661 000 (5,4%) |
| 468 | 13 de noviembre de 2020  | 636 000 (5,1%) |
| 469 | 16 de noviembre de 2020  | 642 000 (5,2%) |
| 470 | 17 de noviembre de 2020  | 654 000 (5,3%) |
| 471 | 18 de noviembre de 2020  | 674 000 (5,6%) |
| 472 | 19 de noviembre de 2020  | 712 000 (6,0%) |
| 473 | 20 de noviembre de 2020  | 585 000 (4,8%) |
| 474 | 23 de noviembre de 2020  | 598 000 (5,0%) |
| 475 | 24 de noviembre de 2020  | 636 000 (5,3%) |
| 476 | 25 de noviembre de 2020  | 645 000 (5,2%) |
| 477 | 26 de noviembre de 2020  | 684 000 (5,3%) |
| 478 | 27 de noviembre de 2020  | 737 000 (5,8%) |
| 479 | 30 de noviembre de 2020  | 571 000 (4,7%) |
| 480 | 1 de diciembre de 2020   | 657 000 (5,4%) |
| 481 | 2 de diciembre de 2020   | 685 000 (5,6%) |
| 482 | 3 de diciembre de 2020   | 686 000 (5,7%) |
| 483 | 4 de diciembre de 2020   | 653 000 (5,0%) |
| 484 | 7 de diciembre de 2020   | 646 000 (4,6%) |
| 485 | 9 de diciembre de 2020   | 683 000 (5,5%) |
| 486 | 10 de diciembre de 2020  | 607 000 (4,8%) |
| 487 | 11 de diciembre de 2020  | 611 000 (4,8%) |
| 488 | 14 de diciembre de 2020  | 663 000 (5,5%) |
| 489 | 15 de diciembre de 2020  | 665 000 (5,7%) |
| 490 | 16 de diciembre de 2020  | 701 000 (5,7%) |
| 491 | 17 de diciembre de 2020  | 657 000 (5,7%) |
| 492 | 18 de diciembre de 2020  | 659 000 (5,4%) |
| 493 | 21 de diciembre de 2020  | 628 000 (5,1%) |
| 494 | 22 de diciembre de 2020  | 596 000 (5,0%) |
| 495 | 23 de diciembre de 2020  | 584 000 (4,7%) |
| 496 | 28 de diciembre de 2020  | 648 000 (4,7%) |
| 497 | 29 de diciembre de 2020  | 602 000 (4,5%) |
| 498 | 30 de diciembre de 2020  | 592 000 (4,7%) |
| 499 | 4 de enero de 2021       | 709 000 (5,3%) |
| 500 | 5 de enero de 2021       | 660 000 (5,0%) |
| 501 | 7 de enero de 2021       | 808 000 (5,7%) |
| 503 | 11 de enero de 2021      | 760 000 (5,7%) |
| 504 | 12 de enero de 2021      | 654 000 (5,1%) |
| 505 | 13 de enero de 2021      | 680 000 (5,3%) |
| 506 | 14 de enero de 2021      | 641 000 (5,0%) |
| 507 | 15 de enero de 2021      | 674 000 (5,1%) |
| 508 | 18 de enero de 2021      | 750 000 (5,9%) |
| 509 | 19 de enero de 2021      | 678 000 (5,2%) |
| 510 | 20 de enero de 2021      | 708 000 (5,0%) |
| 511 | 21 de enero de 2021      | 778 000 (5,8%) |
| 512 | 22 de enero de 2021      | 832 000 (5,9%) |
| 513 | 25 de enero de 2021      | 800 000 (5,8%) |
| 514 | 26 de enero de 2021      | 704 000 (5,4%) |
| 515 | 27 de enero de 2021      | 700 000 (5,5%) |
| 516 | 28 de enero de 2021      | 774 000 (6,3%) |
| 517 | 29 de enero de 2021      | 708 000 (5,6%) |
| 518 | 1 de febrero de 2021     | 762 000 (5,9%) |
| 519 | 2 de febrero de 2021     | 699 000 (5,4%) |
| 520 | 3 de febrero de 2021     | 806 000 (6,3%) |
| 521 | 4 de febrero de 2021     | 848 000 (6,6%) |
| 522 | 5 de febrero de 2021     | 709 000 (5,5%) |
| 523 | 8 de febrero de 2021     | 739 000 (5,6%) |
| 524 | 9 de febrero de 2021     | 809 000 (6,0%) |
| 525 | 10 de febrero de 2021    | 713 000 (5,6%) |
| 526 | 11 de febrero de 2021    | 739 000 (5,8%) |
| 527 | 12 de febrero de 2021    | 827 000 (6,6%) |
| 528 | 15 de febrero de 2021    | 743 000 (5,9%) |
| 529 | 16 de febrero de 2021    | 695 000 (5,6%) |
| 530 | 17 de febrero de 2021    | 740 000 (6,2%) |
| 531 | 18 de febrero de 2021    | 739 000 (6,1%) |
| 532 | 19 de febrero de 2021    | 709 000 (5,8%) |
| 533 | 22 de febrero de 2021    | 867 000 (6,8%) |
| 534 | 23 de febrero de 2021    | 709 000 (5,8%) |
| 535 | 24 de febrero de 2021    | 628 000 (5,3%) |
| 536 | 25 de febrero de 2021    | 662 000 (5,4%) |
| 537 | 26 de febrero de 2021    | 701 000 (5,8%) |
| 538 | 1 de marzo de 2021       | 733 000 (5,8%) |
| 539 | 2 de marzo de 2021       | 764 000 (6,3%) |
| 540 | 3 de marzo de 2021       | 833 000 (6,9%) |
| 541 | 4 de marzo de 2021       | 649 000 (5,4%) |
| 542 | 5 de marzo de 2021       | 704 000 (5,9%) |
| 543 | 8 de marzo de 2021       | 818 000 (6,4%) |
| 544 | 9 de marzo de 2021       | 709 000 (5,8%) |
| 545 | 10 de marzo de 2021      | 837 000 (7,0%) |
| 546 | 11 de marzo de 2021      | 782 000 (6,7%) |
| 547 | 12 de marzo de 2021      | 708 000 (5,9%) |
| 548 | 15 de marzo de 2021      | 860 000 (7,2%) |
| 549 | 16 de marzo de 2021      | 781 000 (6,7%) |
| 550 | 17 de marzo de 2021      | 693 000 (5,8%) |
| 551 | 18 de marzo de 2021      | 725 000 (5,9%) |
| 552 | 19 de marzo de 2021      | 653 000 (5,0%) |
| 553 | 22 de marzo de 2021      | 682 000 (5,7%) |
| 554 | 23 de marzo de 2021      | 763 000 (6,4%) |
| 555 | 24 de marzo de 2021      | 774 000 (6,5%) |
| 556 | 25 de marzo de 2021      | 769 000 (6,6%) |
| 557 | 26 de marzo de 2021      | 676 000 (5,7%) |
| 558 | 29 de marzo de 2021      | 725 000 (6,0%) |
| 559 | 30 de marzo de 2021      | 715 000 (6,0%) |
| 560 | 31 de marzo de 2021      | 672 000 (5,7%) |
| 561 | 1 de abril de 2021       | 653 000 (5,3%) |
| 562 | 5 de abril de 2021       | 745 000 (6,1%) |
| 563 | 6 de abril de 2021       | 747 000 (6,1%) |
| 564 | 7 de abril de 2021       | 783 000 (6,5%) |
| 565 | 8 de abril de 2021       | 729 000 (6,1%) |
| 566 | 9 de abril de 2021       | 746 000 (6,0%) |
| 567 | 12 de abril de 2021      | 788 000 (6,8%) |
| 568 | 13 de abril de 2021      | 706 000 (5,8%) |
| 569 | 14 de abril de 2021      | 634 000 (5,4%) |
| 570 | 15 de abril de 2021      | 778 000 (6,5%) |
| 571 | 16 de abril de 2021      | 613 000 (5,1%) |
| 572 | 19 de abril de 2021      | 716 000 (6,0%) |
| 573 | 20 de abril de 2021      | 826 000 (6,8%) |
| 574 | 21 de abril de 2021      | 780 000 (6,4%) |
| 575 | 22 de abril de 2021      | 778 000 (6,3%) |
| 576 | 23 de abril de 2021      | 900 000 (7,6%) |
| 577 | 26 de abril de 2021      | 782 000 (6,4%) |
| 578 | 27 de abril de 2021      | 656 000 (5,5%) |
| 579 | 28 de abril de 2021      | 731 000 (6,2%) |
| 580 | 29 de abril de 2021      | 729 000 (6,2%) |
| 581 | 30 de abril de 2021      | 679 000 (5,8%) |
| 582 | 3 de mayo de 2021        | 664 000 (5,5%) |
| 583 | 4 de mayo de 2021        | 755 000 (6,4%) |
| 584 | 5 de mayo de 2021        | 600 000 (5,2%) |
| 585 | 6 de mayo de 2021        | 648 000 (5,7%) |
| 586 | 7 de mayo de 2021        | 602 000 (5,3%) |
| 587 | 10 de mayo de 2021       | 773 000 (6,4%) |
| 588 | 11 de mayo de 2021       | 659 000 (5,6%) |
| 589 | 12 de mayo de 2021       | 721 000 (6,4%) |
| 590 | 13 de mayo de 2021       | 683 000 (5,8%) |
| 591 | 14 de mayo de 2021       | 559 000 (4,9%) |
| 592 | 17 de mayo de 2021       | 534 000 (4,6%) |
| 593 | 18 de mayo de 2021       | 850 000 (7,2%) |
| 594 | 19 de mayo de 2021       | 839 000 (7,3%) |
| 595 | 20 de mayo de 2021       | 754 000 (6,6%) |
| 596 | 21 de mayo de 2021       | 667 000 (5,8%) |
| 597 | 24 de mayo de 2021       | 723 000 (6,1%) |
| 598 | 25 de mayo de 2021       | 720 000 (6,1%) |
| 599 | 26 de mayo de 2021       | 740 000 (6,4%) |
| 600 | 27 de mayo de 2021       | 689 000 (5,9%) |
| 601 | 28 de mayo de 2021       | 547 000 (4,9%) |
| 602 | 31 de mayo de 2021       | 655 000 (5,5%) |
| 603 | 1 de junio de 2021       | 667 000 (5,8%) |
| 604 | 2 de junio de 2021       | 666 000 (5,9%) |
| 605 | 3 de junio de 2021       | 679 000 (6,1%) |
| 606 | 4 de junio de 2021       | 632 000 (5,6%) |
| 607 | 7 de junio de 2021       | 545 000 (4,9%) |
| 608 | 8 de junio de 2021       | 560 000 (5,0%) |
| 609 | 9 de junio de 2021       | 585 000 (5,2%) |
| 610 | 10 de junio de 2021      | 617 000 (5,5%) |
| 611 | 11 de junio de 2021      | 661 000 (5,9%) |
| 612 | 21 de junio de 2021      | 597 000 (5,2%) |
| 613 | 22 de junio de 2021      | 635 000 (5,7%) |
| 614 | 23 de junio de 2021      | 483 000 (4,3%) |
| 615 | 24 de junio de 2021      | 649 000 (5,8%) |
| 616 | 25 de junio de 2021      | 642 000 (5,9%) |
| 617 | 28 de junio de 2021      | 786 000 (6,9%) |
| 618 | 29 de junio de 2021      | 698 000 (6,2%) |
| 619 | 30 de junio de 2021      | 684 000 (6,1%) |
| 620 | 1 de julio de 2021       | 763 000 (7,0%) |
| 621 | 2 de julio de 2021       | 735 000 (6,9%) |
| 622 | 5 de julio de 2021       | 737 000 (6,7%) |
| 623 | 6 de julio de 2021       | 715 000 (6,4%) |
| 624 | 7 de julio de 2021       | 764 000 (6,9%) |
| 625 | 8 de julio de 2021       | 623 000 (5,5%) |
| 626 | 9 de julio de 2021       | 624 000 (5,8%) |
| 627 | 12 de julio de 2021      | 700 000 (6,1%) |
| 628 | 13 de julio de 2021      | 752 000 (6,8%) |
| 629 | 14 de julio de 2021      | 684 000 (6,2%) |
| 630 | 15 de julio de 2021      | 702 000 (6,3%) |
| 631 | 16 de julio de 2021      | 604 000 (5,6%) |
| 632 | 19 de julio de 2021      | 592 000 (5,4%) |
| 633 | 20 de julio de 2021      | 615 000 (5,7%) |
| 634 | 21 de julio de 2021      | 626 000 (5,9%) |
| 635 | 22 de julio de 2021      | 569 000 (5,4%) |
| 636 | 23 de julio de 2021      | 488 000 (4,5%) |
| 637 | 26 de julio de 2021      | 537 000 (4,8%) |
| 638 | 27 de julio de 2021      | 498 000 (4,5%) |
| 639 | 28 de julio de 2021      | 592 000 (5,6%) |
| 640 | 29 de julio de 2021      | 513 000 (4,7%) |
| 641 | 30 de julio de 2021      | 519 000 (5,0%) |
| 642 | 2 de agosto de 2021      | 577 000 (5,2%) |
| 643 | 3 de agosto de 2021      | 504 000 (4,6%) |
| 644 | 4 de agosto de 2021      | 502 000 (4,6%) |
| 645 | 5 de agosto de 2021      | 464 000 (4,3%) |
| 646 | 6 de agosto de 2021      | 576 000 (5,6%) |
| 647 | 9 de agosto de 2021      | 532 000 (5,0%) |
| 648 | 10 de agosto de 2021     | 577 000 (5,5%) |
| 649 | 11 de agosto de 2021     | 476 000 (4,7%) |
| 650 | 12 de agosto de 2021     | 499 000 (4,8%) |
| 651 | 13 de agosto de 2021     | 487 000 (4,8%) |
| 652 | 16 de agosto de 2021     | 530 000 (4,9%) |
| 653 | 17 de agosto de 2021     | 514 000 (4,8%) |
| 654 | 18 de agosto de 2021     | 533 000 (5,0%) |
| 655 | 19 de agosto de 2021     | 579 000 (5,3%) |
| 656 | 20 de agosto de 2021     | 524 000 (5,1%) |
| 657 | 23 de agosto de 2021     | 475 000 (4,5%) |
| 658 | 24 de agosto de 2021     | 586 000 (5,5%) |
| 659 | 25 de agosto de 2021     | 507 000 (4,7%) |
| 660 | 26 de agosto de 2021     | 527 000 (4,9%) |
| 661 | 27 de agosto de 2021     | 461 000 (4,4%) |
| 662 | 30 de agosto de 2021     | 611 000 (5,4%) |
| 663 | 31 de agosto de 2021     | 458 000 (4,0%) |
| 664 | 1 de septiembre de 2021  | 605 000 (5,2%) |
| 665 | 2 de septiembre de 2021  | 568 000 (5,0%) |
| 666 | 3 de septiembre de 2021  | 507 000 (4,6%) |

### Temporada 4 (2021-2022)
| 667 | 6 de septiembre de 2021  | 591 000 (5,2%) |
| 668 | 7 de septiembre de 2021  | 581 000 (5,3%) |
| 669 | 8 de septiembre de 2021  | 552 000 (4,9%) |
| 670 | 9 de septiembre de 2021  | 560 000 (5,1%) |
| 671 | 10 de septiembre de 2021 | 469 000 (4,3%) |
| 672 | 13 de septiembre de 2021 | 502 000 (4,5%) |
| 673 | 14 de septiembre de 2021 | 607 000 (5,5%) |
| 674 | 15 de septiembre de 2021 | 550 000 (5,1%) |
| 675 | 16 de septiembre de 2021 | 527 000 (4,9%) |
| 676 | 17 de septiembre de 2021 | 600 000 (5,7%) |
| 677 | 20 de septiembre de 2021 | 608 000 (5,3%) |
| 678 | 21 de septiembre de 2021 | 759 000 (6,7%) |
| 679 | 22 de septiembre de 2021 | 754 000 (6,9%) |
| 680 | 23 de septiembre de 2021 | 715 000 (6,4%) |
| 681 | 24 de septiembre de 2021 | 666 000 (5,9%) |
| 682 | 27 de septiembre de 2021 | 573 000 (5,2%) |
| 683 | 28 de septiembre de 2021 | 565 000 (5,2%) |
| 684 | 29 de septiembre de 2021 | 569 000 (5,2%) |
| 685 | 30 de septiembre de 2021 | 571 000 (5,3%) |
| 686 | 1 de octubre de 2021     | 588 000 (5,4%) |
| 687 | 4 de octubre de 2021     | 664 000 (6,1%) |
| 688 | 5 de octubre de 2021     | 630 000 (5,9%) |
| 689 | 6 de octubre de 2021     | 607 000 (5,9%) |
| 690 | 7 de octubre de 2021     | 513 000 (5,0%) |
| 691 | 8 de octubre de 2021     | 561 000 (5,4%) |
| 692 | 11 de octubre de 2021    | 521 000 (5,0%) |
| 693 | 13 de octubre de 2021    | 556 000 (5,3%) |
| 694 | 14 de octubre de 2021    | 527 000 (5,0%) |
| 695 | 15 de octubre de 2021    | 514 000 (4,9%) |
| 696 | 18 de octubre de 2021    | 585 000 (5,5%) |
| 697 | 19 de octubre de 2021    | 649 000 (6,0%) |
| 698 | 20 de octubre de 2021    | 616 000 (5,8%) |
| 699 | 21 de octubre de 2021    | 700 000 (6,7%) |
| 700 | 22 de octubre de 2021    | 608 000 (5,6%) |
| 701 | 25 de octubre de 2021    | 610 000 (5,7%) |
| 702 | 26 de octubre de 2021    | 544 000 (5,1%) |
| 703 | 27 de octubre de 2021    | 589 000 (5,8%) |
| 704 | 28 de octubre de 2021    | 628 000 (6,1%) |
| 705 | 29 de octubre de 2021    | 500 000 (4,6%) |
| 706 | 2 de noviembre de 2021   | 734 000 (6,6%) |
| 707 | 3 de noviembre de 2021   | 612 000 (5,6%) |
| 708 | 4 de noviembre de 2021   | 661 000 (6,1%) |
| 709 | 5 de noviembre de 2021   | 659 000 (6,0%) |
| 710 | 8 de noviembre de 2021   | 644 000 (6,0%) |
| 711 | 9 de noviembre de 2021   | 546 000 (5,1%) |
| 712 | 10 de noviembre de 2021  | 532 000 (5,0%) |
| 713 | 11 de noviembre de 2021  | 556 000 (5,2%) |
| 714 | 12 de noviembre de 2021  | 558 000 (5,3%) |
| 715 | 15 de noviembre de 2021  | 697 000 (6,4%) |
| 716 | 16 de noviembre de 2021  | 628 000 (5,9%) |
| 717 | 17 de noviembre de 2021  | 601 000 (5,8%) |
| 718 | 18 de noviembre de 2021  | 611 000 (5,8%) |
| 719 | 19 de noviembre de 2021  | 607 000 (5,5%) |
| 720 | 22 de noviembre de 2021  | 714 000 (6,1%) |
| 721 | 23 de noviembre de 2021  | 635 000 (5,5%) |
| 722 | 24 de noviembre de 2021  | 668 000 (5,7%) |
| 723 | 25 de noviembre de 2021  | 670 000 (6,0%) |
| 724 | 26 de noviembre de 2021  | 566 000 (5,2%) |
| 725 | 29 de noviembre de 2021  | 574 000 (5,1%) |
| 726 | 30 de noviembre de 2021  | 523 000 (5,0%) |
| 727 | 1 de diciembre de 2021   | 565 000 (5,0%) |
| 728 | 2 de diciembre de 2021   | 546 000 (5,1%) |
| 729 | 3 de diciembre de 2021   | 487 000 (4,7%) |
| 730 | 7 de diciembre de 2021   | 561 000 (5,0%) |
| 731 | 9 de diciembre de 2021   | 570 000 (5,3%) |
| 732 | 10 de diciembre de 2021  | 538 000 (4,9%) |
| 733 | 13 de diciembre de 2021  | 556 000 (5,1%) |
| 734 | 14 de diciembre de 2021  | 590 000 (5,7%) |
| 735 | 15 de diciembre de 2021  | 548 000 (5,2%) |
| 736 | 16 de diciembre de 2021  | 651 000 (6,3%) |
| 737 | 17 de diciembre de 2021  | 514 000 (5,0%) |
| 738 | 20 de diciembre de 2021  | 586 000 (5,2%) |
| 739 | 21 de diciembre de 2021  | 655 000 (6,0%) |
| 740 | 22 de diciembre de 2021  | 650 000 (5,9%) |
| 741 | 23 de diciembre de 2021  | 640 000 (5,5%) |
| 742 | 27 de diciembre de 2021  | 728 000 (6,0%) |
| 743 | 28 de diciembre de 2021  | 643 000 (5,4%) |
| 744 | 29 de diciembre de 2021  | 548 000 (4,7%) |
| 745 | 30 de diciembre de 2021  | 602 000 (5,6%) |
| 746 | 3 de enero de 2022       | 544 000 (4,9%) |
| 747 | 4 de enero de 2022       | 601 000 (5,2%) |
| 748 | 5 de enero de 2022       | 588 000 (5,0%) |
| 749 | 7 de enero de 2022       | 554 000 (4,8%) |
| 750 | 10 de enero de 2022      | 750 000 (5,8%) |
| 751 | 11 de enero de 2022      | 662 000 (5,9%) |
| 752 | 12 de enero de 2022      | 541 000 (4,8%) |
| 753 | 13 de enero de 2022      | 598 000 (5,3%) |
| 754 | 14 de enero de 2022      | 507 000 (4,6%) |
| 755 | 17 de enero de 2022      | 689 000 (6,3%) |
| 756 | 18 de enero de 2022      | 626 000 (5,8%) |
| 757 | 19 de enero de 2022      | 582 000 (5,3%) |
| 758 | 20 de enero de 2022      | 619 000 (5,5%) |
| 759 | 21 de enero de 2022      | 699 000 (6,2%) |
| 760 | 24 de enero de 2022      | 658 000 (5,8%) |
| 761 | 25 de enero de 2022      | 659 000 (5,9%) |
| 762 | 26 de enero de 2022      | 749 000 (6,9%) |
| 763 | 27 de enero de 2022      | 662 000 (6,3%) |
| 764 | 28 de enero de 2022      | 586 000 (5,6%) |
| 765 | 31 de enero de 2022      | 635 000 (5,7%) |
| 766 | 1 de febrero de 2022     | 619 000 (5,7%) |
| 767 | 2 de febrero de 2022     | 590 000 (5,7%) |
| 768 | 3 de febrero de 2022     | 644 000 (6,0%) |
| 769 | 4 de febrero de 2022     | 660 000 (6,0%) |
| 770 | 7 de febrero de 2022     | 668 000 (6,2%) |
| 771 | 8 de febrero de 2022     | 638 000 (5,9%) |
| 772 | 9 de febrero de 2022     | 547 000 (5,2%) |
| 773 | 10 de febrero de 2022    | 509 000 (4,8%) |
| 774 | 11 de febrero de 2022    | 502 000 (4,7%) |
| 775 | 14 de febrero de 2022    | 643 000 (5,9%) |
| 776 | 15 de febrero de 2022    | 579 000 (5,4%) |
| 777 | 16 de febrero de 2022    | 590 000 (5,5%) |
| 778 | 17 de febrero de 2022    | 606 000 (5,6%) |
| 779 | 18 de febrero de 2022    | 707 000 (6,7%) |
| 780 | 21 de febrero de 2022    | 844 000 (7,6%) |
| 781 | 22 de febrero de 2022    | 745 000 (7,0%) |
| 782 | 23 de febrero de 2022    | 848 000 (7,8%) |
| 783 | 24 de febrero de 2022    | 815 000 (7,2%) |
| 784 | 25 de febrero de 2022    | 584 000 (5,0%) |
| 785 | 28 de febrero de 2022    | 896 000 (8,4%) |
| 786 | 1 de marzo de 2022       | 888 000 (8,0%) |
| 787 | 2 de marzo de 2022       | 922 000 (8,3%) |
| 788 | 3 de marzo de 2022       | 857 000 (7,5%) |
| 789 | 4 de marzo de 2022       | 824 000 (7,4%) |
| 790 | 7 de marzo de 2022       | 883 000 (7,8%) |
| 791 | 8 de marzo de 2022       | 689 000 (6,2%) |
| 792 | 9 de marzo de 2022       | 815 000 (7,4%) |
| 793 | 10 de marzo de 2022      | 734 000 (6,8%) |
| 794 | 11 de marzo de 2022      | 698 000 (6,1%) |
| 795 | 14 de marzo de 2022      | 761 000 (6,4%) |
| 796 | 15 de marzo de 2022      | 832 000 (7,3%) |
| 797 | 16 de marzo de 2022      | 812 000 (7,1%) |
| 798 | 17 de marzo de 2022      | 742 000 (6,5%) |
| 799 | 18 de marzo de 2022      | 654 000 (5,7%) |
| 800 | 21 de marzo de 2022      | 729 000 (6,3%) |
| 801 | 22 de marzo de 2022      | 758 000 (6,7%) |
| 802 | 23 de marzo de 2022      | 793 000 (7,1%) |
| 803 | 24 de marzo de 2022      | 629 000 (5,4%) |
| 804 | 25 de marzo de 2022      | 730 000 (6,3%) |
| 805 | 28 de marzo de 2022      | 671 000 (6,1%) |
| 806 | 29 de marzo de 2022      | 699 000 (6,5%) |
| 807 | 30 de marzo de 2022      | 665 000 (5,9%) |
| 808 | 31 de marzo de 2022      | 655 000 (6,2%) |
| 809 | 1 de abril de 2022       | 594 000 (5,4%) |
| 810 | 4 de abril de 2022       | 750 000 (6,6%) |
| 811 | 5 de abril de 2022       | 641 000 (5,6%) |
| 812 | 6 de abril de 2022       | 594 000 (5,5%) |
| 813 | 7 de abril de 2022       | 647 000 (6,1%) |
| 814 | 8 de abril de 2022       | 589 000 (5,6%) |
| 815 | 11 de abril de 2022      | 515 000 (5,0%) |
| 816 | 12 de abril de 2022      | 676 000 (6,2%) |
| 817 | 13 de abril de 2022      | 651 000 (6,1%) |
| 818 | 18 de abril de 2022      | 665 000 (6,3%) |
| 819 | 19 de abril de 2022      | 603 000 (5,6%) |
| 820 | 20 de abril de 2022      | 707 000 (6,2%) |
| 821 | 21 de abril de 2022      | 651 000 (6,2%) |
| 822 | 22 de abril de 2022      | 600 000 (5,5%) |
| 823 | 25 de abril de 2022      | 584 000 (5,6%) |
| 824 | 26 de abril de 2022      | 542 000 (5,3%) |
| 825 | 27 de abril de 2022      | 599 000 (5,6%) |
| 826 | 28 de abril de 2022      | 579 000 (5,4%) |
| 827 | 29 de abril de 2022      | 506 000 (5,0%) |
| 828 | 2 de mayo de 2022        | 618 000 (5,7%) |
| 829 | 3 de mayo de 2022        | 641 000 (6,0%) |
| 830 | 4 de mayo de 2022        | 582 000 (5,5%) |
| 831 | 5 de mayo de 2022        | 567 000 (5,5%) |
| 832 | 6 de mayo de 2022        | 456 000 (4,3%) |
| 833 | 9 de mayo de 2022        | 582 000 (5,8%) |
| 834 | 10 de mayo de 2022       | 525 000 (5,1%) |
| 835 | 11 de mayo de 2022       | 545 000 (5,4%) |
| 836 | 12 de mayo de 2022       | 542 000 (5,5%) |
| 837 | 13 de mayo de 2022       | 543 000 (5,2%) |
| 838 | 16 de mayo de 2022       | 644 000 (6,1%) |
| 839 | 17 de mayo de 2022       | 594 000 (5,6%) |
| 840 | 18 de mayo de 2022       | 556 000 (5,4%) |
| 841 | 19 de mayo de 2022       | 557 000 (5,5%) |
| 842 | 20 de mayo de 2022       | 547 000 (5,3%) |
| 843 | 23 de mayo de 2022       | 590 000 (5,6%) |
| 844 | 24 de mayo de 2022       | 636 000 (6,1%) |
| 845 | 25 de mayo de 2022       | 624 000 (5,9%) |
| 846 | 26 de mayo de 2022       | 425 000 (4,3%) |
| 847 | 27 de mayo de 2022       | 433 000 (4,3%) |
| 848 | 30 de mayo de 2022       | 493 000 (4,8%) |
| 849 | 31 de mayo de 2022       | 462 000 (4,5%) |
| 850 | 1 de junio de 2022       | 478 000 (4,6%) |
| 851 | 2 de junio de 2022       | 504 000 (4,9%) |
| 852 | 3 de junio de 2022       | 399 000 (3,8%) |
| 853 | 6 de junio de 2022       | 568 000 (5,4%) |
| 854 | 7 de junio de 2022       | 443 000 (4,2%) |
| 855 | 8 de junio de 2022       | 475 000 (4,6%) |
| 856 | 9 de junio de 2022       | 459 000 (4,4%) |
| 857 | 10 de junio de 2022      | 491 000 (4,9%) |
| 858 | 13 de junio de 2022      | 430 000 (4,1%) |
| 859 | 14 de junio de 2022      | 463 000 (4,4%) |
| 860 | 15 de junio de 2022      | 488 000 (4,6%) |
| 861 | 16 de junio de 2022      | 535 000 (5,2%) |
| 862 | 17 de junio de 2022      | 518 000 (5,0%) |
| 863 | 20 de junio de 2022      | 579 000 (5,5%) |
| 864 | 21 de junio de 2022      | 460 000 (4,5%) |
| 865 | 22 de junio de 2022      | 498 000 (4,7%) |
| 866 | 23 de junio de 2022      | 428 000 (4,3%) |
| 867 | 24 de junio de 2022      | 475 000 (4,8%) |
| 868 | 27 de junio de 2022      | 450 000 (4,3%) |
| 869 | 28 de junio de 2022      | 463 000 (4,6%) |
| 870 | 29 de junio de 2022      | 504 000 (5,0%) |
| 871 | 30 de junio de 2022      | 473 000 (4,7%) |
| 872 | 1 de julio de 2022       | 475 000 (4,8%) |
| 873 | 4 de julio de 2022       | 500 000 (4,8%) |
| 874 | 5 de julio de 2022       | 514 000 (4,9%) |
| 875 | 6 de julio de 2022       | 429 000 (4,1%) |
| 876 | 7 de julio de 2022       | 531 000 (5,2%) |
| 877 | 8 de julio de 2022       | 434 000 (4,5%) |
| 878 | 11 de julio de 2022      | 486 000 (4,8%) |
| 879 | 12 de julio de 2022      | 378 000 (3,7%) |
| 880 | 13 de julio de 2022      | 394 000 (3,9%) |
| 881 | 14 de julio de 2022      | 480 000 (4,7%) |
| 882 | 15 de julio de 2022      | 491 000 (4,8%) |
| 883 | 18 de julio de 2022      | 472 000 (4,6%) |
| 884 | 19 de julio de 2022      | 443 000 (4,3%) |
| 885 | 20 de julio de 2022      | 402 000 (4,0%) |
| 886 | 21 de julio de 2022      | 475 000 (4,6%) |
| 887 | 22 de julio de 2022      | 424 000 (4,4%) |
| 888 | 25 de julio de 2022      | 456 000 (4,5%) |
| 889 | 26 de julio de 2022      | 381 000 (3,9%) |
| 890 | 27 de julio de 2022      | 393 000 (4,1%) |
| 891 | 28 de julio de 2022      | 390 000 (4,0%) |
| 892 | 29 de julio de 2022      | 455 000 (4,8%) |
| 893 | 1 de agosto de 2022      | 436 000 (4,3%) |
| 894 | 2 de agosto de 2022      | 404 000 (4,2%) |
| 895 | 3 de agosto de 2022      | 412 000 (4,3%) |
| 896 | 4 de agosto de 2022      | 355 000 (3,8%) |
| 897 | 5 de agosto de 2022      | 370 000 (4,0%) |
| 898 | 8 de agosto de 2022      | 408 000 (4,4%) |
| 899 | 9 de agosto de 2022      | 377 000 (4,1%) |
| 900 | 10 de agosto de 2022     | 374 000 (4,2%) |
| 901 | 11 de agosto de 2022     | 348 000 (3,9%) |
| 902 | 12 de agosto de 2022     | 332 000 (3,7%) |
| 903 | 16 de agosto de 2022     | 324 000 (3,6%) |
| 904 | 17 de agosto de 2022     | 383 000 (4,3%) |
| 905 | 18 de agosto de 2022     | 379 000 (4,2%) |
| 906 | 19 de agosto de 2022     | 300 000 (3,4%) |
| 907 | 22 de agosto de 2022     | 395 000 (4,2%) |
| 908 | 23 de agosto de 2022     | 397 000 (4,2%) |
| 909 | 24 de agosto de 2022     | 355 000 (3,8%) |
| 910 | 25 de agosto de 2022     | 328 000 (3,5%) |
| 911 | 26 de agosto de 2022     | 299 000 (3,4%) |
| 912 | 29 de agosto de 2022     | 446 000 (4,6%) |
| 913 | 30 de agosto de 2022     | 409 000 (4,2%) |
| 914 | 31 de agosto de 2022     | 467 000 (4,7%) |
| 915 | 1 de septiembre de 2022  | 424 000 (4,4%) |
| 916 | 2 de septiembre de 2022  | 372 000 (3,9%) |

### Temporada 5 (2022-2023)
| 917  | 5 de septiembre de 2022  | 482 000 (4,9%) |
| 918  | 7 de septiembre de 2022  | 452 000 (4,7%) |
| 919  | 8 de septiembre de 2022  | 420 000 (4,4%) |
| 920  | 9 de septiembre de 2022  | 391 000 (4,0%) |
| 920  | 12 de septiembre de 2022 | 504 000 (5,0%) |
| 921  | 13 de septiembre de 2022 | 545 000 (5,5%) |
| 922  | 14 de septiembre de 2022 | 506 000 (5,1%) |
| 923  | 15 de septiembre de 2022 | 484 000 (5,1%) |
| 924  | 16 de septiembre de 2022 | 440 000 (4,5%) |
| 925  | 19 de septiembre de 2022 | 541 000 (5,4%) |
| 926  | 20 de septiembre de 2022 | 384 000 (4,1%) |
| 927  | 21 de septiembre de 2022 | 531 000 (5,6%) |
| 928  | 22 de septiembre de 2022 | 533 000 (5,6%) |
| 929  | 23 de septiembre de 2022 | 418 000 (4,4%) |
| 930  | 26 de septiembre de 2022 | 500 000 (5,1%) |
| 931  | 27 de septiembre de 2022 | 448 000 (4,6%) |
| 932  | 28 de septiembre de 2022 | 532 000 (5,4%) |
| 933  | 29 de septiembre de 2022 | 448 000 (4,4%) |
| 934  | 30 de septiembre de 2022 | 477 000 (4,9%) |
| 935  | 3 de octubre de 2022     | 553 000 (6,0%) |
| 936  | 4 de octubre de 2022     | 585 000 (6,4%) |
| 937  | 5 de octubre de 2022     | 504 000 (5,4%) |
| 938  | 6 de octubre de 2022     | 578 000 (6,3%) |
| 939  | 7 de octubre de 2022     | 496 000 (5,1%) |
| 940  | 10 de octubre de 2022    | 556 000 (5,5%) |
| 941  | 11 de octubre de 2022    | 584 000 (6,0%) |
| 942  | 13 de octubre de 2022    | 492 000 (5,3%) |
| 943  | 14 de octubre de 2022    | 471 000 (4,9%) |
| 944  | 17 de octubre de 2022    | 548 000 (5,5%) |
| 945  | 18 de octubre de 2022    | 596 000 (6,2%) |
| 946  | 19 de octubre de 2022    | 546 000 (5,5%) |
| 947  | 20 de octubre de 2022    | 603 000 (6,2%) |
| 948  | 21 de octubre de 2022    | 607 000 (6,0%) |
| 949  | 24 de octubre de 2022    | 463 000 (4,8%) |
| 950  | 25 de octubre de 2022    | 483 000 (5,0%) |
| 951  | 26 de octubre de 2022    | 585 000 (6,1%) |
| 952  | 27 de octubre de 2022    | 604 000 (6,4%) |
| 953  | 28 de octubre de 2022    | 573 000 (5,9%) |
| 954  | 31 de octubre de 2022    | 450 000 (4,4%) |
| 955  | 2 de noviembre de 2022   | 482 000 (5,0%) |
| 956  | 3 de noviembre de 2022   | 501 000 (5,1%) |
| 957  | 4 de noviembre de 2022   | 482 000 (4,7%) |
| 958  | 7 de noviembre de 2022   | 501 000 (5,1%) |
| 959  | 8 de noviembre de 2022   | 506 000 (5,0%) |
| 960  | 9 de noviembre de 2022   | 530 000 (5,2%) |
| 961  | 10 de noviembre de 2022  | 567 000 (5,9%) |
| 962  | 11 de noviembre de 2022  | 466 000 (4,7%) |
| 963  | 14 de noviembre de 2022  | 545 000 (5,3%) |
| 964  | 15 de noviembre de 2022  | 420 000 (4,3%) |
| 965  | 16 de noviembre de 2022  | 484 000 (4,9%) |
| 966  | 17 de noviembre de 2022  | 513 000 (5,1%) |
| 967  | 18 de noviembre de 2022  | 516 000 (5,0%) |
| 968  | 21 de noviembre de 2022  | 526 000 (5,0%) |
| 969  | 22 de noviembre de 2022  | 518 000 (4,9%) |
| 970  | 23 de noviembre de 2022  | 411 000 (3,9%) |
| 971  | 24 de noviembre de 2022  | 538 000 (5,4%) |
| 972  | 25 de noviembre de 2022  | 466 000 (4,7%) |
| 973  | 28 de noviembre de 2022  | 502 000 (4,9%) |
| 974  | 29 de noviembre de 2022  | 431 000 (4,2%) |
| 975  | 30 de noviembre de 2022  | 546 000 (5,4%) |
| 976  | 1 de diciembre de 2022   | 520 000 (5,1%) |
| 977  | 2 de diciembre de 2022   | 442 000 (4,4%) |
| 978  | 5 de diciembre de 2022   | 432 000 (3,8%) |
| 979  | 7 de diciembre de 2022   | 577 000 (5,8%) |
| 980  | 9 de diciembre de 2022   | 442 000 (4,1%) |
| 981  | 12 de diciembre de 2022  | 513 000 (4,9%) |
| 982  | 13 de diciembre de 2022  | 476 000 (4,5%) |
| 983  | 14 de diciembre de 2022  | 465 000 (4,7%) |
| 984  | 15 de diciembre de 2022  | 482 000 (4,9%) |
| 985  | 16 de diciembre de 2022  | 448 000 (4,6%) |
| 986  | 19 de diciembre de 2022  | 577 000 (5,6%) |
| 987  | 20 de diciembre de 2022  | 543 000 (5,4%) |
| 988  | 21 de diciembre de 2022  | 497 000 (5,2%) |
| 989  | 22 de diciembre de 2022  | 458 000 (4,7%) |
| 990  | 23 de diciembre de 2022  | 470 000 (5,0%) |
| 991  | 27 de diciembre de 2022  | 462 000 (4,5%) |
| 992  | 28 de diciembre de 2022  | 427 000 (4,3%) |
| 993  | 29 de diciembre de 2022  | 463 000 (4,3%) |
| 994  | 30 de diciembre de 2022  | 453 000 (4,4%) |
| 995  | 2 de enero de 2023       | 472 000 (4,4%) |
| 996  | 3 de enero de 2023       | 511 000 (4,9%) |
| 997  | 4 de enero de 2023       | 497 000 (4,9%) |
| 998  | 5 de enero de 2023       | 405 000 (4,0%) |
| 999  | 9 de enero de 2023       | 553 000 (5,4%) |
| 1000 | 10 de enero de 2023      | 552 000 (5,5%) |
| 1001 | 11 de enero de 2023      | 570 000 (5,6%) |
| 1002 | 12 de enero de 2023      | 567 000 (5,7%) |
| 1003 | 13 de enero de 2023      | 475 000 (4,6%) |
| 1004 | 16 de enero de 2023      | 545 000 (5,1%) |
| 1005 | 17 de enero de 2023      | 470 000 (4,3%) |
| 1006 | 18 de enero de 2023      | 504 000 (4,6%) |
| 1007 | 19 de enero de 2023      | 520 000 (4,9%) |
| 1008 | 20 de enero de 2023      | 468 000 (4,6%) |
| 1009 | 23 de enero de 2023      | 461 000 (4,4%) |
| 1010 | 24 de enero de 2023      | 484 000 (4,5%) |
| 1011 | 25 de enero de 2023      | 545 000 (5,3%) |
| 1012 | 26 de enero de 2023      | 575 000 (5,3%) |
| 1013 | 27 de enero de 2023      | 497 000 (4,8%) |
| 1014 | 30 de enero de 2023      | 486 000 (4,5%) |
| 1015 | 31 de enero de 2023      | 487 000 (4,8%) |
| 1016 | 1 de febrero de 2023     | 506 000 (4,9%) |
| 1017 | 2 de febrero de 2023     | 532 000 (5,3%) |
| 1018 | 3 de febrero de 2023     | 420 000 (4,3%) |
| 1019 | 6 de febrero de 2023     | 573 000 (5,4%) |
| 1020 | 7 de febrero de 2023     | 563 000 (5,0%) |
| 1021 | 8 de febrero de 2023     | 491 000 (4,5%) |
| 1022 | 9 de febrero de 2023     | 560 000 (5,4%) |
| 1023 | 10 de febrero de 2023    | 527 000 (5,1%) |
| 1024 | 13 de febrero de 2023    | 504 000 (4,8%) |
| 1025 | 14 de febrero de 2023    | 479 000 (4,7%) |
| 1026 | 15 de febrero de 2023    | 592 000 (5,7%) |
| 1027 | 16 de febrero de 2023    | 523 000 (5,2%) |
| 1028 | 17 de febrero de 2023    | 481 000 (4,7%) |
| 1029 | 20 de febrero de 2023    | 530 000 (5,2%) |
| 1030 | 21 de febrero de 2023    | 506 000 (4,9%) |
| 1031 | 22 de febrero de 2023    | 442 000 (4,3%) |
| 1032 | 23 de febrero de 2023    | 500 000 (4,8%) |
| 1033 | 24 de febrero de 2023    | 488 000 (4,8%) |
| 1034 | 27 de febrero de 2023    | 501 000 (4,8%) |
| 1035 | 28 de febrero de 2023    | 528 000 (5,2%) |
| 1036 | 1 de marzo de 2023       | 528 000 (5,2%) |
| 1037 | 2 de marzo de 2023       | 499 000 (4,9%) |
| 1038 | 3 de marzo de 2023       | 431 000 (4,3%) |
| 1039 | 6 de marzo de 2023       | 521 000 (5,0%) |
| 1040 | 7 de marzo de 2023       | 440 000 (4,3%) |
| 1041 | 8 de marzo de 2023       | 459 000 (4,5%) |
| 1042 | 9 de marzo de 2023       | 492 000 (4,7%) |
| 1043 | 10 de marzo de 2023      | 514 000 (5,2%) |
| 1044 | 13 de marzo de 2023      | 598 000 (5,8%) |
| 1045 | 14 de marzo de 2023      | 542 000 (5,4%) |
| 1046 | 15 de marzo de 2023      | 496 000 (5,1%) |
| 1047 | 16 de marzo de 2023      | 560 000 (5,7%) |
| 1048 | 17 de marzo de 2023      | 505 000 (5,0%) |
| 1049 | 20 de marzo de 2023      | 464 000 (4,6%) |
| 1050 | 21 de marzo de 2023      | 520 000 (5,1%) |
| 1051 | 22 de marzo de 2023      | 442 000 (4,6%) |
| 1052 | 23 de marzo de 2023      | 494 000 (5,0%) |
| 1053 | 24 de marzo de 2023      | 462 000 (4,6%) |
| 1054 | 27 de marzo de 2023      | 547 000 (5,5%) |
| 1055 | 28 de marzo de 2023      | 491 000 (5,1%) |
| 1056 | 29 de marzo de 2023      | 516 000 (5,3%) |
| 1057 | 30 de marzo de 2023      | 446 000 (4,7%) |
| 1058 | 31 de marzo de 2023      | 434 000 (4,4%) |
| 1059 | 3 de abril de 2023       | 403 000 (4,0%) |
| 1060 | 4 de abril de 2023       | 392 000 (3,9%) |
| 1061 | 5 de abril de 2023       | 377 000 (4,0%) |
| 1062 | 6 de abril de 2023       | 372 000 (3,9%) |
| 1063 | 10 de abril de 2023      | 414 000 (4,3%) |
| 1064 | 11 de abril de 2023      | 481 000 (4,9%) |
| 1065 | 12 de abril de 2023      | 561 000 (5,4%) |
| 1066 | 13 de abril de 2023      | 521 000 (5,2%) |
| 1067 | 14 de abril de 2023      | 434 000 (4,3%) |
| 1068 | 17 de abril de 2023      | 525 000 (5,3%) |
| 1069 | 18 de abril de 2023      | 475 000 (4,8%) |
| 1070 | 19 de abril de 2023      | 568 000 (5,9%) |
| 1071 | 20 de abril de 2023      | 458 000 (4,7%) |
| 1072 | 21 de abril de 2023      | 482 000 (4,9%) |
| 1073 | 24 de abril de 2023      | 533 000 (5,3%) |
| 1074 | 25 de abril de 2023      | 418 000 (4,3%) |
| 1075 | 26 de abril de 2023      | 499 000 (5,2%) |
| 1076 | 27 de abril de 2023      | 493 000 (5,2%) |
| 1077 | 28 de abril de 2023      | 409 000 (4,4%) |
| 1078 | 2 de mayo de 2023        | 452 000 (4,6%) |
| 1079 | 3 de mayo de 2023        | 392 000 (4,0%) |
| 1080 | 4 de mayo de 2023        | 469 000 (4,8%) |
| 1081 | 5 de mayo de 2023        | 431 000 (4,5%) |
| 1082 | 8 de mayo de 2023        | 493 000 (4,9%) |
| 1083 | 9 de mayo de 2023        | 431 000 (4,4%) |
| 1084 | 10 de mayo de 2023       | 524 000 (5,2%) |
| 1085 | 11 de mayo de 2023       | 495 000 (4,9%) |
| 1086 | 12 de mayo de 2023       | 345 000 (3,4%) |
| 1087 | 15 de mayo de 2023       | 448 000 (4,4%) |
| 1088 | 16 de mayo de 2023       | 535 000 (5,3%) |
| 1089 | 17 de mayo de 2023       | 446 000 (4,5%) |
| 1090 | 18 de mayo de 2023       | 497 000 (5,1%) |
| 1091 | 19 de mayo de 2023       | 414 000 (4,1%) |
| 1092 | 22 de mayo de 2023       | 523 000 (5,0%) |
| 1093 | 23 de mayo de 2023       | 503 000 (4,9%) |
| 1094 | 24 de mayo de 2023       | 445 000 (4,5%) |
| 1095 | 25 de mayo de 2023       | 529 000 (5,2%) |
| 1096 | 26 de mayo de 2023       | 441 000 (4,3%) |
| 1097 | 29 de mayo de 2023       | 621 000 (5,9%) |
| 1098 | 30 de mayo de 2023       | 470 000 (4,7%) |
| 1099 | 31 de mayo de 2023       | 445 000 (4,4%) |
| 1100 | 1 de junio de 2023       | 608 000 (6,0%) |
| 1101 | 2 de junio de 2023       | 525 000 (5,2%) |
| 1102 | 5 de junio de 2023       | 506 000 (4,8%) |
| 1103 | 6 de junio de 2023       | 491 000 (4,8%) |
| 1104 | 7 de junio de 2023       | 563 000 (5,5%) |
| 1105 | 8 de junio de 2023       | 468 000 (4,5%) |
| 1106 | 9 de junio de 2023       | 364 000 (3,4%) |
| 1107 | 12 de junio de 2023      | 532 000 (5,2%) |
| 1108 | 13 de junio de 2023      | 580 000 (5,4%) |
| 1109 | 14 de junio de 2023      | 494 000 (4,9%) |
| 1110 | 15 de junio de 2023      | 502 000 (5,0%) |
| 1111 | 16 de junio de 2023      | 508 000 (5,1%) |
| 1112 | 19 de junio de 2023      | 556 000 (5,3%) |
| 1113 | 20 de junio de 2023      | 446 000 (4,3%) |
| 1114 | 21 de junio de 2023      | 485 000 (5,0%) |
| 1115 | 22 de junio de 2023      | 528 000 (5,3%) |
| 1116 | 23 de junio de 2023      | 428 000 (4,3%) |
| 1117 | 26 de junio de 2023      | 546 000 (5,4%) |
| 1118 | 27 de junio de 2023      | 520 000 (5,2%) |
| 1119 | 28 de junio de 2023      | 484 000 (4,8%) |
| 1120 | 29 de junio de 2023      | 526 000 (5,3%) |
| 1121 | 30 de junio de 2023      | 448 000 (4,6%) |
| 1122 | 3 de julio de 2023       | 493 000 (4,9%) |
| 1123 | 4 de julio de 2023       | 596 000 (6,0%) |
| 1124 | 5 de julio de 2023       | 531 000 (5,2%) |
| 1125 | 6 de julio de 2023       | 505 000 (5,0%) |
| 1126 | 7 de julio de 2023       | 515 000 (5,2%) |
| 1127 | 10 de julio de 2023      | 562 000 (5,5%) |
| 1128 | 11 de julio de 2023      | 603 000 (5,8%) |
| 1129 | 12 de julio de 2023      | 554 000 (5,5%) |
| 1130 | 13 de julio de 2023      | 556 000 (5,6%) |
| 1131 | 14 de julio de 2023      | 503 000 (4,9%) |
| 1132 | 17 de julio de 2023      | 549 000 (5,7%) |
| 1133 | 18 de julio de 2023      | 536 000 (5,5%) |
| 1134 | 19 de julio de 2023      | 477 000 (4,9%) |
| 1135 | 20 de julio de 2023      | 515 000 (5,3%) |
| 1136 | 21 de julio de 2023      | 501 000 (5,3%) |
| 1137 | 24 de julio de 2023      | 702 000 (7,1%) |
| 1138 | 25 de julio de 2023      | 592 000 (6,3%) |
| 1139 | 26 de julio de 2023      | 557 000 (6,1%) |
| 1140 | 27 de julio de 2023      | 511 000 (5,4%) |
| 1141 | 28 de julio de 2023      | 467 000 (5,1%) |
| 1142 | 31 de julio de 2023      | 502 000 (5,2%) |
| 1143 | 1 de agosto de 2023      | 536 000 (5,6%) |
| 1144 | 2 de agosto de 2023      | 477 000 (5,1%) |
| 1145 | 3 de agosto de 2023      | 470 000 (5,1%) |
| 1146 | 4 de agosto de 2023      | 454 000 (5,1%) |
| 1147 | 7 de agosto de 2023      | 400 000 (4,4%) |
| 1148 | 8 de agosto de 2023      | 461 000 (5,2%) |
| 1149 | 9 de agosto de 2023      | 494 000 (5,4%) |
| 1150 | 10 de agosto de 2023     | 420 000 (4,7%) |
| 1151 | 11 de agosto de 2023     | 443 000 (4,9%) |
| 1152 | 14 de agosto de 2023     | 419 000 (4,8%) |
| 1153 | 16 de agosto de 2023     | 390 000 (4,5%) |
| 1154 | 17 de agosto de 2023     | 484 000 (5,4%) |
| 1155 | 18 de agosto de 2023     | 431 000 (4,9%) |
| 1156 | 21 de agosto de 2023     | 517 000 (5,7%) |
| 1157 | 22 de agosto de 2023     | 560 000 (6,0%) |
| 1158 | 23 de agosto de 2023     | 537 000 (5,9%) |
| 1159 | 24 de agosto de 2023     | 519 000 (5,6%) |
| 1160 | 25 de agosto de 2023     | 676 000 (7,2%) |
| 1161 | 28 de agosto de 2023     | 553 000 (5,4%) |
| 1162 | 29 de agosto de 2023     | 579 000 (6,1%) |
| 1163 | 30 de agosto de 2023     | 451 000 (4,6%) |
| 1164 | 31 de agosto de 2023     | 452 000 (4,7%) |
| 1165 | 1 de septiembre de 2023  | 424 000 (4,6%) |

### Temporada 6 (2023-2024)
| 1166 | 4 de septiembre de 2023  | 587 000 (6,2%) |
| 1167 | 5 de septiembre de 2023  | 497 000 (5,3%) |
| 1168 | 6 de septiembre de 2023  | 475 000 (5,0%) |
| 1169 | 7 de septiembre de 2023  | 502 000 (5,3%) |
| 1170 | 8 de septiembre de 2023  | 446 000 (4,7%) |
| 1171 | 11 de septiembre de 2023 | 580 000 (5,9%) |
| 1172 | 12 de septiembre de 2023 | 594 000 (6,1%) |
| 1173 | 13 de septiembre de 2023 | 511 000 (5,3%) |
| 1174 | 14 de septiembre de 2023 | 475 000 (4,9%) |
| 1175 | 15 de septiembre de 2023 | 522 000 (5,3%) |
| 1176 | 18 de septiembre de 2023 | 477 000 (5,0%) |
| 1177 | 19 de septiembre de 2023 | 496 000 (5,3%) |
| 1178 | 20 de septiembre de 2023 | 552 000 (6,0%) |
| 1179 | 21 de septiembre de 2023 | 522 000 (5,7%) |
| 1180 | 22 de septiembre de 2023 | 513 000 (5,6%) |
| 1181 | 25 de septiembre de 2023 | 512 000 (5,6%) |
| 1182 | 26 de septiembre de 2023 | 337 000 (3,7%) |
| 1183 | 27 de septiembre de 2023 | 604 000 (6,7%) |
| 1184 | 28 de septiembre de 2023 | 521 000 (5,8%) |
| 1185 | 29 de septiembre de 2023 | 592 000 (6,5%) |
| 1186 | 2 de octubre de 2023     | 548 000 (6,0%) |
| 1187 | 3 de octubre de 2023     | 562 000 (6,2%) |
| 1188 | 4 de octubre de 2023     | 478 000 (5,5%) |
| 1189 | 5 de octubre de 2023     | 487 000 (5,8%) |
| 1190 | 6 de octubre de 2023     | 481 000 (5,3%) |
| 1191 | 9 de octubre de 2023     | 603 000 (6,8%) |
| 1192 | 10 de octubre de 2023    | 501 000 (5,6%) |
| 1193 | 11 de octubre de 2023    | 530 000 (6,0%) |
| 1194 | 13 de octubre de 2023    | 523 000 (5,7%) |
| 1195 | 16 de octubre de 2023    | 572 000 (6,1%) |
| 1196 | 17 de octubre de 2023    | 539 000 (5,7%) |
| 1197 | 18 de octubre de 2023    | 599 000 (6,5%) |
| 1198 | 19 de octubre de 2023    | 620 000 (6,5%) |
| 1199 | 20 de octubre de 2023    | 607 000 (6,5%) |
| 1200 | 23 de octubre de 2023    | 607 000 (6,4%) |
| 1201 | 24 de octubre de 2023    | 523 000 (5,8%) |
| 1202 | 25 de octubre de 2023    | 521 000 (5,7%) |
| 1203 | 26 de octubre de 2023    | 461 000 (5,1%) |
| 1204 | 27 de octubre de 2023    | 620 000 (6,9%) |
| 1205 | 30 de octubre de 2023    | 551 000 (6,0%) |
| 1206 | 31 de octubre de 2023    | 576 000 (6,5%) |
| 1207 | 2 de noviembre de 2023   | 572 000 (5,9%) |
| 1208 | 3 de noviembre de 2023   | 581 000 (5,9%) |
| 1209 | 6 de noviembre de 2023   | 509 000 (5,6%) |
| 1210 | 7 de noviembre de 2023   | 586 000 (6,2%) |
| 1211 | 8 de noviembre de 2023   | 657 000 (7,1%) |
| 1212 | 9 de noviembre de 2023   | 693 000 (7,5%) |
| 1213 | 10 de noviembre de 2023  | 707 000 (7,7%) |
| 1214 | 13 de noviembre de 2023  | 561 000 (6,0%) |
| 1215 | 14 de noviembre de 2023  | 552 000 (6,0%) |
| 1216 | 15 de noviembre de 2023  | 375 000 (3,9%) |
| 1217 | 16 de noviembre de 2023  | 644 000 (6,8%) |
| 1218 | 17 de noviembre de 2023  | 597 000 (6,3%) |
| 1219 | 20 de noviembre de 2023  | 666 000 (7,2%) |
| 1220 | 21 de noviembre de 2023  | 561 000 (6,0%) |
| 1221 | 22 de noviembre de 2023  | 622 000 (6,7%) |
| 1222 | 23 de noviembre de 2023  | 680 000 (7,2%) |
| 1223 | 24 de noviembre de 2023  | 607 000 (6,6%) |
| 1224 | 27 de noviembre de 2023  | 612 000 (6,4%) |
| 1225 | 28 de noviembre de 2023  | 625 000 (6,6%) |
| 1226 | 29 de noviembre de 2023  | 566 000 (6,0%) |
| 1227 | 30 de noviembre de 2023  | 607 000 (6,2%) |
| 1228 | 1 de diciembre de 2023   | 585 000 (6,2%) |
| 1229 | 4 de diciembre de 2023   | 492 000 (5,1%) |
| 1230 | 5 de diciembre de 2023   | 536 000 (5,6%) |
| 1231 | 7 de diciembre de 2023   | 462 000 (4,8%) |
| 1232 | 11 de diciembre de 2023  | 509 000 (5,5%) |
| 1233 | 12 de diciembre de 2023  | 471 000 (5,1%) |
| 1234 | 13 de diciembre de 2023  | 519 000 (5,5%) |
| 1235 | 14 de diciembre de 2023  | 557 000 (6,2%) |
| 1236 | 15 de diciembre de 2023  | 477 000 (5,4%) |
| 1237 | 18 de diciembre de 2023  | 529 000 (5,7%) |
| 1238 | 19 de diciembre de 2023  | 522 000 (5,9%) |
| 1239 | 20 de diciembre de 2023  | 561 000 (6,1%) |
| 1240 | 21 de diciembre de 2023  | 516 000 (5,7%) |
| 1241 | 22 de diciembre de 2023  | 451 000 (5,0%) |
| 1242 | 26 de diciembre de 2023  | 486 000 (5,2%) |
| 1243 | 27 de diciembre de 2023  | 555 000 (5,6%) |
| 1244 | 28 de diciembre de 2023  | 549 000 (5,5%) |
| 1245 | 29 de diciembre de 2023  | 474 000 (5,0%) |
| 1246 | 2 de enero de 2024       | 526 000 (5,2%) |
| 1247 | 3 de enero de 2024       | 471 000 (4,7%) |
| 1248 | 4 de enero de 2024       | 572 000 (5,7%) |
| 1249 | 5 de enero de 2024       | 481 000 (4,7%) |
| 1250 | 8 de enero de 2024       | 594 000 (6,2%) |
| 1251 | 9 de enero de 2024       | 590 000 (5,9%) |
| 1252 | 10 de enero de 2024      | 554 000 (5,6%) |
| 1253 | 11 de enero de 2024      | 607 000 (6,3%) |
| 1254 | 12 de enero de 2024      | 591 000 (6,2%) |
| 1255 | 15 de enero de 2024      | 638 000 (6,5%) |
| 1256 | 16 de enero de 2024      | 541 000 (5,6%) |
| 1257 | 17 de enero de 2024      | 673 000 (7,0%) |
| 1258 | 18 de enero de 2024      | 562 000 (5,9%) |
| 1260 | 22 de enero de 2024      | 454 000 (4,8%) |
| 1261 | 23 de enero de 2024      | 502 000 (5,5%) |
| 1262 | 24 de enero de 2024      | 530 000 (6,0%) |
| 1263 | 25 de enero de 2024      | 487 000 (5,4%) |
| 1264 | 26 de enero de 2024      | 505 000 (5,5%) |
| 1265 | 29 de enero de 2024      | 585 000 (6,2%) |
| 1266 | 30 de enero de 2024      | 509 000 (5,6%) |
| 1267 | 31 de enero de 2024      | 521 000 (5,9%) |
| 1268 | 1 de febrero de 2024     | 537 000 (6,1%) |
| 1269 | 2 de febrero de 2024     | 521 000 (5,7%) |
| 1270 | 5 de febrero de 2024     | 515 000 (5,6%) |
| 1271 | 6 de febrero de 2024     | 581 000 (6,1%) |
| 1272 | 7 de febrero de 2024     | 553 000 (5,8%) |
| 1273 | 8 de febrero de 2024     | 570 000 (5,9%) |
| 1274 | 9 de febrero de 2024     | 535 000 (5,1%) |
| 1275 | 12 de febrero de 2024    | 582 000 (6,1%) |
| 1276 | 13 de febrero de 2024    | 469 000 (5,1%) |
| 1277 | 14 de febrero de 2024    | 489 000 (5,5%) |
| 1278 | 15 de febrero de 2024    | 527 000 (5,6%) |
| 1279 | 16 de febrero de 2024    | 490 000 (5,1%) |
| 1280 | 19 de febrero de 2024    | 440 000 (4,8%) |
| 1281 | 20 de febrero de 2024    | 484 000 (5,3%) |
| 1282 | 21 de febrero de 2024    | 540 000 (6,0%) |
| 1283 | 22 de febrero de 2024    | 534 000 (5,6%) |
| 1284 | 23 de febrero de 2024    | 570 000 (5,7%) |
| 1285 | 26 de febrero de 2024    | 620 000 (6,4%) |
| 1286 | 27 de febrero de 2024    | 563 000 (6,1%) |
| 1287 | 28 de febrero de 2024    | 554 000 (6,2%) |
| 1288 | 29 de febrero de 2024    | 655 000 (7,1%) |
| 1289 | 1 de marzo de 2024       | 645 000 (6,6%) |
| 1290 | 4 de marzo de 2024       | 526 000 (5,4%) |
| 1291 | 5 de marzo de 2024       | 489 000 (5,4%) |
| 1292 | 6 de marzo de 2024       | 534 000 (5,8%) |
| 1293 | 7 de marzo de 2024       | 555 000 (5,9%) |
| 1294 | 8 de marzo de 2024       | 550 000 (5,8%) |
| 1295 | 11 de marzo de 2024      | 557 000 (5,9%) |
| 1296 | 12 de marzo de 2024      | 522 000 (5,9%) |
| 1297 | 13 de marzo de 2024      | 553 000 (6,1%) |
| 1298 | 14 de marzo de 2024      | 597 000 (6,7%) |
| 1299 | 15 de marzo de 2024      | 506 000 (5,7%) |
| 1300 | 18 de marzo de 2024      | 498 000 (5,6%) |
| 1301 | 19 de marzo de 2024      | 490 000 (5,7%) |
| 1302 | 20 de marzo de 2024      | 639 000 (6,9%) |
| 1303 | 21 de marzo de 2024      | 509 000 (5,7%) |
| 1304 | 22 de marzo de 2024      | 491 000 (5,4%) |
| 1305 | 25 de marzo de 2024      | 510 000 (5,1%) |
| 1306 | 26 de marzo de 2024      | 558 000 (5,8%) |
| 1307 | 27 de marzo de 2024      | 437 000 (4,7%) |
| 1308 | 28 de marzo de 2024      | 476 000 (4,8%) |
| 1309 | 1 de abril de 2024       | 479 000 (5,2%) |
| 1310 | 2 de abril de 2024       | 590 000 (6,3%) |
| 1311 | 3 de abril de 2024       | 478 000 (5,5%) |
| 1312 | 4 de abril de 2024       | 521 000 (6,0%) |
| 1313 | 5 de abril de 2024       | 490 000 (5,4%) |
| 1314 | 8 de abril de 2024       | 558 000 (6,0%) |
| 1315 | 9 de abril de 2024       | 520 000 (5,8%) |
| 1316 | 10 de abril de 2024      | 505 000 (5,7%) |
| 1317 | 11 de abril de 2024      | 520 000 (5,8%) |
| 1318 | 12 de abril de 2024      | 439 000 (5,1%) |
| 1319 | 15 de abril de 2024      | 503 000 (5,6%) |
| 1320 | 16 de abril de 2024      | 488 000 (5,5%) |
| 1321 | 17 de abril de 2024      | 459 000 (5,2%) |
| 1322 | 18 de abril de 2024      | 501 000 (5,6%) |
| 1323 | 19 de abril de 2024      | 538 000 (6,1%) |
| 1324 | 22 de abril de 2024      | 526 000 (5,8%) |
| 1325 | 23 de abril de 2024      | 446 000 (5,2%) |
| 1326 | 24 de abril de 2024      | 518 000 (6,0%) |
| 1327 | 25 de abril de 2024      | 628 000 (7,1%) |
| 1328 | 26 de abril de 2024      | 558 000 (6,2%) |
| 1329 | 29 de abril de 2024      | 544 000 (5,8%) |
| 1330 | 30 de abril de 2024      | 557 000 (6,2%) |
| 1331 | 2 de mayo de 2024        | 519 000 (5,9%) |
| 1332 | 3 de mayo de 2024        | 449 000 (5,1%) |
| 1333 | 6 de mayo de 2024        | 503 000 (5,6%) |
| 1334 | 7 de mayo de 2024        | 523 000 (6,2%) |
| 1335 | 8 de mayo de 2024        | 413 000 (4,8%) |
| 1336 | 9 de mayo de 2024        | 466 000 (5,6%) |
| 1337 | 10 de mayo de 2024       | 467 000 (5,4%) |
| 1338 | 13 de mayo de 2024       | 575 000 (6,4%) |
| 1339 | 14 de mayo de 2024       | 522 000 (6,0%) |
| 1340 | 15 de mayo de 2024       | 520 000 (5,9%) |
| 1341 | 16 de mayo de 2024       | 540 000 (6,4%) |
| 1342 | 17 de mayo de 2024       | 554 000 (6,3%) |
| 1343 | 20 de mayo de 2024       | 556 000 (6,3%) |
| 1344 | 21 de mayo de 2024       | 549 000 (6,3%) |
| 1345 | 22 de mayo de 2024       | 524 000 (6,2%) |
| 1346 | 23 de mayo de 2024       | 539 000 (6,5%) |
| 1347 | 24 de mayo de 2024       | 491 000 (5,7%) |
| 1348 | 27 de mayo de 2024       | 489 000 (5,6%) |
| 1349 | 28 de mayo de 2024       | 516 000 (6,2%) |
| 1350 | 29 de mayo de 2024       | 548 000 (6,6%) |
| 1351 | 30 de mayo de 2024       | 538 000 (6,4%) |
| 1352 | 31 de mayo de 2024       | 513 000 (5,9%) |
| 1353 | 3 de junio de 2024       | 481 000 (5,4%) |
| 1354 | 4 de junio de 2024       | 513 000 (5,9%) |
| 1355 | 5 de junio de 2024       | 486 000 (5,7%) |
| 1356 | 6 de junio de 2024       | 560 000 (6,5%) |
| 1357 | 7 de junio de 2024       | 507 000 (5,5%) |
| 1358 | 10 de junio de 2024      | 545 000 (5,9%) |
| 1359 | 11 de junio de 2024      | 567 000 (6,3%) |
| 1360 | 12 de junio de 2024      | 487 000 (5,4%) |
| 1361 | 13 de junio de 2024      | 478 000 (5,7%) |
| 1362 | 14 de junio de 2024      | 470 000 (5,4%) |
| 1363 | 17 de junio de 2024      | 496 000 (5,5%) |
| 1364 | 18 de junio de 2024      | 461 000 (5,1%) |
| 1365 | 19 de junio de 2024      | 456 000 (4,9%) |
| 1366 | 20 de junio de 2024      | 512 000 (5,6%) |
| 1367 | 21 de junio de 2024      | 405 000 (4,5%) |
| 1368 | 24 de junio de 2024      | 511 000 (5,6%) |
| 1369 | 25 de junio de 2024      | 508 000 (5,8%) |
| 1370 | 26 de junio de 2024      | 477 000 (5,5%) |
| 1371 | 27 de junio de 2024      | 387 000 (4,5%) |
| 1372 | 28 de junio de 2024      | 471 000 (5,4%) |
| 1373 | 1 de julio de 2024       | 482 000 (5,4%) |
| 1374 | 2 de julio de 2024       | 431 000 (4,8%) |
| 1375 | 3 de julio de 2024       | 425 000 (4,8%) |
| 1376 | 4 de julio de 2024       | 438 000 (5,0%) |
| 1377 | 5 de julio de 2024       | 434 000 (4,4%) |
| 1378 | 8 de julio de 2024       | 451 000 (5,0%) |
| 1379 | 9 de julio de 2024       | 439 000 (4,9%) |
| 1380 | 10 de julio de 2024      | 483 000 (5,5%) |
| 1381 | 11 de julio de 2024      | 501 000 (5,8%) |
| 1382 | 12 de julio de 2024      | 433 000 (4,9%) |
| 1383 | 15 de julio de 2024      | 567 000 (6,2%) |
| 1384 | 16 de julio de 2024      | 505 000 (5,6%) |
| 1385 | 17 de julio de 2024      | 413 000 (4,8%) |
| 1386 | 18 de julio de 2024      | 383 000 (4,5%) |
| 1387 | 19 de julio de 2024      | 409 000 (4,8%) |
| 1388 | 22 de julio de 2024      | 450 000 (5,2%) |
| 1389 | 23 de julio de 2024      | 409 000 (4,9%) |
| 1390 | 24 de julio de 2024      | 461 000 (5,3%) |
| 1391 | 25 de julio de 2024      | 436 000 (5,2%) |
| 1392 | 26 de julio de 2024      | 380 000 (4,6%) |
| 1393 | 29 de julio de 2024      | 466 000 (5,2%) |
| 1394 | 30 de julio de 2024      | 406 000 (4,4%) |
| 1395 | 31 de julio de 2024      | 479 000 (5,2%) |
| 1396 | 1 de agosto de 2024      | 434 000 (4,7%) |
| 1397 | 2 de agosto de 2024      | 380 000 (4,3%) |
| 1398 | 5 de agosto de 2024      | 444 000 (4,9%) |
| 1399 | 6 de agosto de 2024      | 405 000 (4,6%) |
| 1400 | 7 de agosto de 2024      | 453 000 (5,3%) |
| 1401 | 8 de agosto de 2024      | 560 000 (6,5%) |
| 1402 | 9 de agosto de 2024      | 414 000 (4,7%) |
| 1403 | 12 de agosto de 2024     | 503 000 (6,1%) |
| 1404 | 13 de agosto de 2024     | 404 000 (5,5%) |
| 1405 | 14 de agosto de 2024     | 473 000 (5,9%) |
| 1406 | 16 de agosto de 2024     | 370 000 (4,9%) |
| 1407 | 19 de agosto de 2024     | 492 000 (6,2%) |
| 1408 | 20 de agosto de 2024     | 486 000 (6,0%) |
| 1409 | 21 de agosto de 2024     | 454 000 (5,7%) |
| 1410 | 22 de agosto de 2024     | 443 000 (5,5%) |
| 1411 | 23 de agosto de 2024     | 422 000 (5,4%) |
| 1412 | 26 de agosto de 2024     | 551 000 (6,6%) |
| 1413 | 27 de agosto de 2024     | 481 000 (5,7%) |
| 1414 | 28 de agosto de 2024     | 501 000 (6,0%) |
| 1415 | 29 de agosto de 2024     | 504 000 (5,9%) |
| 1416 | 30 de agosto de 2024     | 493 000 (5,8%) |

### Temporada 7 (2024-2025)
| Programas emitidos | Programas emitidos       | Programas emitidos | Programas emitidos | Programas emitidos |
| N.º                | Fecha de emisión         | Audiencia          |                    |                    |
| ------------------ | ------------------------ | ------------------ | ------------------ | ------------------ |
| 1417               | 2 de septiembre de 2024  | 535 000 (6,2%)     |                    |                    |
| 1418               | 3 de septiembre de 2024  | 526 000 (5,8%)     |                    |                    |
| 1419               | 4 de septiembre de 2024  | 524 000 (5,8%)     |                    |                    |
| 1420               | 5 de septiembre de 2024  | 583 000 (6,6%)     |                    |                    |
| 1421               | 6 de septiembre de 2024  | 542 000 (6,1%)     |                    |                    |
| 1422               | 9 de septiembre de 2024  | 576 000 (6,6%)     |                    |                    |
| 1423               | 10 de septiembre de 2024 | 528 000 (6,2%)     |                    |                    |
| 1424               | 11 de septiembre de 2024 | 535 000 (6,2%)     |                    |                    |
| 1425               | 12 de septiembre de 2024 | 529 000 (6,3%)     |                    |                    |
| 1426               | 13 de septiembre de 2024 | 501 000 (6,0%)     |                    |                    |
| 1427               | 16 de septiembre de 2024 | 503 000 (6,0%)     |                    |                    |
| 1428               | 17 de septiembre de 2024 | 485 000 (5,8%)     |                    |                    |
| 1429               | 18 de septiembre de 2024 | 482 000 (5,7%)     |                    |                    |
| 1430               | 19 de septiembre de 2024 | 522 000 (6,3%)     |                    |                    |
| 1431               | 20 de septiembre de 2024 | 528 000 (6,4%)     |                    |                    |
| 1432               | 23 de septiembre de 2024 | 452 000 (5,5%)     |                    |                    |
| 1433               | 24 de septiembre de 2024 | 488 000 (6,0%)     |                    |                    |
| 1434               | 25 de septiembre de 2024 | 548 000 (6,5%)     |                    |                    |
| 1435               | 26 de septiembre de 2024 | 548 000 (6,9%)     |                    |                    |
| 1436               | 27 de septiembre de 2024 | 491 000 (5,9%)     |                    |                    |
| 1436               | 30 de septiembre de 2024 | 576 000 (6,8%)     |                    |                    |
| 1437               | 1 de octubre de 2024     | 491 000 (6,0%)     |                    |                    |
| 1438               | 2 de octubre de 2024     | 648 000 (7,6%)     |                    |                    |
| 1439               | 3 de octubre de 2024     | 565 000 (6,8%)     |                    |                    |
| 1440               | 4 de octubre de 2024     | 544 000 (6,7%)     |                    |                    |
| 1441               | 7 de octubre de 2024     | 581 000 (6,8%)     |                    |                    |
| 1442               | 8 de octubre de 2024     | 573 000 (6,7%)     |                    |                    |
| 1443               | 9 de octubre de 2024     | 653 000 (7,3%)     |                    |                    |
| 1444               | 10 de octubre de 2024    | 547 000 (6,6%)     |                    |                    |
| 1445               | 11 de octubre de 2024    | 555 000 (6,4%)     |                    |                    |
| 1446               | 14 de octubre de 2024    | 601 000 (7,1%)     |                    |                    |
| 1447               | 15 de octubre de 2024    | 596 000 (6,8%)     |                    |                    |
| 1448               | 16 de octubre de 2024    | 572 000 (6,9%)     |                    |                    |
| 1449               | 17 de octubre de 2024    | 608 000 (7,0%)     |                    |                    |
| 1450               | 18 de octubre de 2024    | 516 000 (6,0%)     |                    |                    |
| 1451               | 21 de octubre de 2024    | 560 000 (6,6%)     |                    |                    |
| 1452               | 22 de octubre de 2024    | 554 000 (6,5%)     |                    |                    |
| 1453               | 23 de octubre de 2024    | 585 000 (7,1%)     |                    |                    |
| 1454               | 24 de octubre de 2024    | 640 000 (7,9%)     |                    |                    |
| 1455               | 25 de octubre de 2024    | 715 000 (8,3%)     |                    |                    |
| 1456               | 28 de octubre de 2024    | 651 000 (7,2%)     |                    |                    |
| 1457               | 29 de octubre de 2024    | 611 000 (6,7%)     |                    |                    |
| 1458               | 30 de octubre de 2024    | 597 000 (6,4%)     |                    |                    |
| 1459               | 31 de octubre de 2024    | 605 000 (6,9%)     |                    |                    |
| 1460               | 4 de noviembre de 2024   | 811 000 (8,8%)     |                    |                    |
| 1461               | 5 de noviembre de 2024   | 662 000 (7,7%)     |                    |                    |
| 1462               | 6 de noviembre de 2024   | 636 000 (7,5%)     |                    |                    |
| 1463               | 7 de noviembre de 2024   | 724 000 (8,4%)     |                    |                    |
| 1464               | 8 de noviembre de 2024   | 724 000 (8,2%)     |                    |                    |
| 1465               | 11 de noviembre de 2024  | 689 000 (8,3%)     |                    |                    |
| 1466               | 12 de noviembre de 2024  | 758 000 (8,6%)     |                    |                    |
| 1467               | 13 de noviembre de 2024  | 790 000 (8,3%)     |                    |                    |
| 1468               | 14 de noviembre de 2024  | 658 000 (7,4%)     |                    |                    |
| 1469               | 15 de noviembre de 2024  | 704 000 (8,0%)     |                    |                    |
| 1470               | 18 de noviembre de 2024  | 670 000 (7,7%)     |                    |                    |
| 1471               | 19 de noviembre de 2024  | 655 000 (7,7%)     |                    |                    |
| 1472               | 20 de noviembre de 2024  | 596 000 (6,9%)     |                    |                    |
| 1473               | 21 de noviembre de 2024  | 690 000 (7,8%)     |                    |                    |
| 1474               | 22 de noviembre de 2024  | 680 000 (8,0%)     |                    |                    |
| 1475               | 25 de noviembre de 2024  | 754 000 (8,5%)     |                    |                    |
| 1476               | 26 de noviembre de 2024  | 667 000 (8,0%)     |                    |                    |
| 1477               | 27 de noviembre de 2024  | 682 000 (8,2%)     |                    |                    |
| 1478               | 28 de noviembre de 2024  | 688 000 (8,3%)     |                    |                    |
| 1479               | 29 de noviembre de 2024  | 700 000 (8,4%)     |                    |                    |
| 1480               | 2 de diciembre de 2024   | 653 000 (7,4%)     |                    |                    |
| 1481               | 3 de diciembre de 2024   | 651 000 (7,4%)     |                    |                    |
| 1482               | 4 de diciembre de 2024   | 598 000 (7,2%)     |                    |                    |
| 1483               | 5 de diciembre de 2024   | 574 000 (6,9%)     |                    |                    |
| 1484               | 9 de diciembre de 2024   | 710 000 (7,8%)     |                    |                    |
| 1485               | 10 de diciembre de 2024  | 708 000 (8,2%)     |                    |                    |
| 1486               | 11 de diciembre de 2024  | 642 000 (7,4%)     |                    |                    |
| 1487               | 12 de diciembre de 2024  | 675 000 (7,9%)     |                    |                    |
| 1488               | 13 de diciembre de 2024  | 524 000 (6,2%)     |                    |                    |
| 1489               | 16 de diciembre de 2024  | 662 000 (7,8%)     |                    |                    |
| 1490               | 17 de diciembre de 2024  | 658 000 (7,8%)     |                    |                    |
| 1491               | 18 de diciembre de 2024  | 755 000 (9,0%)     |                    |                    |
| 1492               | 19 de diciembre de 2024  | 593 000 (7,2%)     |                    |                    |
| 1493               | 20 de diciembre de 2024  | 497 000 (5,9%)     |                    |                    |
| 1494               | 23 de diciembre de 2024  | 475 000 (5,6%)     |                    |                    |
| 1495               | 24 de diciembre de 2024  | 443 000 (4,9%)     |                    |                    |
| 1496               | 26 de diciembre de 2024  | 539 000 (6,1%)     |                    |                    |
| 1497               | 27 de diciembre de 2024  | 570 000 (6,3%)     |                    |                    |
| 1498               | 30 de diciembre de 2024  | 385 000 (4,5%)     |                    |                    |
| 1499               | 31 de diciembre de 2024  | 408 000 (4,3%)     |                    |                    |
| 1500               | 2 de enero de 2025       | 498 000 (5,5%)     |                    |                    |
| 1501               | 3 de enero de 2025       | 543 000 (5,8%)     |                    |                    |
| 1502               | 7 de enero de 2025       | 562 000 (6,1%)     |                    |                    |
| 1503               | 8 de enero de 2025       | 560 000 (6,3%)     |                    |                    |
| 1504               | 9 de enero de 2025       | 598 000 (6,9%)     |                    |                    |
| 1505               | 10 de enero de 2025      | 594 000 (6,8%)     |                    |                    |
| 1506               | 13 de enero de 2025      | 645 000 (7,3%)     |                    |                    |
| 1507               | 14 de enero de 2025      | 585 000 (7,0%)     |                    |                    |
| 1508               | 15 de enero de 2025      | 621 000 (7,4%)     |                    |                    |
| 1509               | 16 de enero de 2025      | 560 000 (6,5%)     |                    |                    |
| 1510               | 17 de enero de 2025      | 565 000 (6,4%)     |                    |                    |
| 1511               | 20 de enero de 2025      | 640 000 (6,8%)     |                    |                    |
| 1512               | 21 de enero de 2025      | 661 000 (7,3%)     |                    |                    |
| 1513               | 22 de enero de 2025      | 656 000 (7,2%)     |                    |                    |
| 1514               | 23 de enero de 2025      | 624 000 (7,3%)     |                    |                    |
| 1515               | 24 de enero de 2025      | 608 000 (6,8%)     |                    |                    |
| 1516               | 27 de enero de 2025      | 611 000 (6,7%)     |                    |                    |
| 1517               | 28 de enero de 2025      | 593 000 (6,7%)     |                    |                    |
| 1518               | 29 de enero de 2025      | 596 000 (6,6%)     |                    |                    |
| 1519               | 30 de enero de 2025      | 626 000 (7,1%)     |                    |                    |
| 1520               | 31 de enero de 2025      | 525 000 (6,1%)     |                    |                    |
| 1521               | 3 de febrero de 2025     | 539 000 (6,3%)     |                    |                    |
| 1522               | 4 de febrero de 2025     | 566 000 (6,7%)     |                    |                    |
| 1523               | 5 de febrero de 2025     | 531 000 (6,2%)     |                    |                    |
| 1524               | 6 de febrero de 2025     | 568 000 (6,6%)     |                    |                    |
| 1525               | 7 de febrero de 2025     | 616 000 (6,6%)     |                    |                    |
| 1526               | 10 de febrero de 2025    | 650 000 (7,5%)     |                    |                    |
| 1527               | 11 de febrero de 2025    | 574 000 (6,6%)     |                    |                    |
| 1528               | 12 de febrero de 2025    | 495 000 (5,7%)     |                    |                    |
| 1529               | 13 de febrero de 2025    | 524 000 (6,3%)     |                    |                    |
| 1530               | 14 de febrero de 2025    | 561 000 (6,7%)     |                    |                    |
| 1531               | 17 de febrero de 2025    | 548 000 (6,6%)     |                    |                    |
| 1532               | 18 de febrero de 2025    | 533 000 (6,3%)     |                    |                    |
| 1533               | 19 de febrero de 2025    | 536 000 (6,5%)     |                    |                    |
| 1534               | 20 de febrero de 2025    | 516 000 (6,3%)     |                    |                    |
| 1535               | 21 de febrero de 2025    | 610 000 (6,8%)     |                    |                    |
| 1536               | 24 de febrero de 2025    | 506 000 (6,0%)     |                    |                    |
| 1537               | 25 de febrero de 2025    | 502 000 (5,7%)     |                    |                    |
| 1538               | 26 de febrero de 2025    | 508 000 (6,4%)     |                    |                    |
| 1539               | 27 de febrero de 2025    | 552 000 (6,5%)     |                    |                    |
| 1540               | 28 de febrero de 2025    | 544 000 (6,4%)     |                    |                    |
| 1541               | 3 de marzo de 2025       | 576 000 (6,4%)     |                    |                    |
| 1542               | 4 de marzo de 2025       | 545 000 (6,1%)     |                    |                    |
| 1543               | 5 de marzo de 2025       | 602 000 (6,7%)     |                    |                    |
| 1544               | 6 de marzo de 2025       | 542 000 (6,1%)     |                    |                    |
| 1545               | 7 de marzo de 2025       | 602 000 (6,6%)     |                    |                    |
| 1546               | 10 de marzo de 2025      | 608 000 (7,0%)     |                    |                    |
| 1547               | 11 de marzo de 2025      | 514 000 (5,8%)     |                    |                    |
| 1548               | 12 de marzo de 2025      | 560 000 (6,5%)     |                    |                    |
| 1549               | 13 de marzo de 2025      | 646 000 (7,3%)     |                    |                    |
| 1550               | 14 de marzo de 2025      | 549 000 (6,1%)     |                    |                    |
| 1551               | 17 de marzo de 2025      | 616 000 (6,8%)     |                    |                    |
| 1552               | 18 de marzo de 2025      | 642 000 (7,1%)     |                    |                    |
| 1553               | 19 de marzo de 2025      | 528 000 (6,2%)     |                    |                    |
| 1554               | 20 de marzo de 2025      | 579 000 (6,6%)     |                    |                    |
| 1555               | 21 de marzo de 2025      | 602 000 (6,6%)     |                    |                    |
| 1556               | 24 de marzo de 2025      | 532 000 (6,0%)     |                    |                    |
| 1557               | 25 de marzo de 2025      | 569 000 (6,7%)     |                    |                    |
| 1558               | 26 de marzo de 2025      | 516 000 (6,3%)     |                    |                    |
| 1559               | 27 de marzo de 2025      | 541 000 (6,8%)     |                    |                    |
| 1560               | 28 de marzo de 2025      | 485 000 (5,9%)     |                    |                    |
| 1561               | 31 de marzo de 2025      | 569 000 (6,7%)     |                    |                    |
| 1562               | 1 de abril de 2025       | 516 000 (6,5%)     |                    |                    |
| 1563               | 2 de abril de 2025       | 574 000 (6,7%)     |                    |                    |
| 1564               | 3 de abril de 2025       | 632 000 (7,2%)     |                    |                    |
| 1565               | 4 de abril de 2025       | 638 000 (7,4%)     |                    |                    |
| 1566               | 7 de abril de 2025       | 590 000 (7,2%)     |                    |                    |
| 1567               | 8 de abril de 2025       | 523 000 (6,5%)     |                    |                    |
| 1568               | 9 de abril de 2025       | 542 000 (6,7%)     |                    |                    |
| 1569               | 10 de abril de 2025      | 524 000 (6,6%)     |                    |                    |
| 1570               | 11 de abril de 2025      | 591 000 (7,0%)     |                    |                    |
| 1571               | 14 de abril de 2025      | 528 000 (6,3%)     |                    |                    |
| 1572               | 15 de abril de 2025      | 432 000 (5,1%)     |                    |                    |
| 1573               | 16 de abril de 2025      | 507 000 (6,2%)     |                    |                    |
| 1574               | 21 de abril de 2025      | 496 000 (5,8%)     |                    |                    |
| 1575               | 22 de abril de 2025      | 539 000 (6,5%)     |                    |                    |
| 1576               | 23 de abril de 2025      | 529 000 (6,8%)     |                    |                    |
| 1577               | 24 de abril de 2025      | 515 000 (6,6%)     |                    |                    |
| 1578               | 25 de abril de 2025      | 515 000 (6,5%)     |                    |                    |
| 1579               | 28 de abril de 2025      | 103 000 (5,0%)     |                    |                    |
| 1580               | 29 de abril de 2025      | 664 000 (8,1%)     |                    |                    |
| 1581               | 30 de abril de 2025      | 663 000 (8,1%)     |                    |                    |
| 1582               | 2 de mayo de 2025        | 522 000 (6,2%)     |                    |                    |
| 1583               | 5 de mayo de 2025        | 635 000 (7,6%)     |                    |                    |
| 1584               | 6 de mayo de 2025        | 570 000 (7,0%)     |                    |                    |
| 1585               | 7 de mayo de 2025        | 591 000 (7,5%)     |                    |                    |
| 1586               | 8 de mayo de 2025        | 541 000 (6,2%)     |                    |                    |
| 1587               | 9 de mayo de 2025        | 583 000 (7,0%)     |                    |                    |
| 1588               | 12 de mayo de 2025       | 628 000 (7,5%)     |                    |                    |
| 1589               | 13 de mayo de 2025       | 572 000 (7,1%)     |                    |                    |
| 1590               | 14 de mayo de 2025       | 546 000 (6,8%)     |                    |                    |
| 1591               | 15 de mayo de 2025       | 544 000 (6,5%)     |                    |                    |
| 1592               | 16 de mayo de 2025       | 514 000 (6,3%)     |                    |                    |
| 1593               | 19 de mayo de 2025       | 581 000 (6,9%)     |                    |                    |
| 1594               | 20 de mayo de 2025       | 528 000 (6,5%)     |                    |                    |
| 1595               | 21 de mayo de 2025       | 554 000 (7,0%)     |                    |                    |
| 1596               | 22 de mayo de 2025       | 571 000 (7,2%)     |                    |                    |
| 1597               | 23 de mayo de 2025       | 557 000 (6,9%)     |                    |                    |
| 1598               | 26 de mayo de 2025       | 622 000 (7,5%)     |                    |                    |
| 1599               | 27 de mayo de 2025       | 554 000 (6,8%)     |                    |                    |
| 1600               | 28 de mayo de 2025       | 651 000 (8,0%)     |                    |                    |
| 1601               | 29 de mayo de 2025       | 620 000 (7,6%)     |                    |                    |
| 1602               | 30 de mayo de 2025       | 692 000 (8,4%)     |                    |                    |
| 1603               | 2 de junio de 2025       | 595 000 (7,1%)     |                    |                    |
| 1604               | 3 de junio de 2025       | 639 000 (7,7%)     |                    |                    |
| 1605               | 4 de junio de 2025       | 837 000 (10,1%)    |                    |                    |
| 1606               | 5 de junio de 2025       | 521 000 (6,5%)     |                    |                    |
| 1607               | 6 de junio de 2025       | 573 000 (6,9%)     |                    |                    |
| 1608               | 9 de junio de 2025       | 609 000 (7,3%)     |                    |                    |
| 1609               | 10 de junio de 2025      | 590 000 (7,1%)     |                    |                    |
| 1610               | 11 de junio de 2025      | 603 000 (7,5%)     |                    |                    |
| 1611               | 12 de junio de 2025      | 526 000 (6,7%)     |                    |                    |
| 1612               | 13 de junio de 2025      | 735 000 (8,7%)     |                    |                    |
| SummerTEM          |                          |                    |                    |                    |
| 1613               | 16 de junio de 2025      | 680 000 (7,7%)     |                    |                    |
| 1614               | 17 de junio de 2025      | 668 000 (7,6%)     |                    |                    |
| 1615               | 18 de junio de 2025      | 664 000 (7,9%)     |                    |                    |
| 1616               | 19 de junio de 2025      | 634 000 (7,7%)     |                    |                    |
| 1617               | 20 de junio de 2025      | 639 000 (7,7%)     |                    |                    |
| 1618               | 23 de junio de 2025      | 590 000 (6,8%)     |                    |                    |
| 1619               | 24 de junio de 2025      | 588 000 (6,8%)     |                    |                    |
| 1620               | 25 de junio de 2025      | 610 000 (7,4%)     |                    |                    |
| 1621               | 26 de junio de 2025      | 549 000 (6,9%)     |                    |                    |
| 1622               | 27 de junio de 2025      | 589 000 (7,1%)     |                    |                    |
| 1623               | 30 de junio de 2025      | 723 000 (8,1%)     |                    |                    |
| 1624               | 1 de julio de 2025       | 672 000 (7,9%)     |                    |                    |
| 1625               | 2 de julio de 2025       | 625 000 (7,3%)     |                    |                    |
| 1626               | 3 de julio de 2025       | 583 000 (7,0%)     |                    |                    |
| 1627               | 4 de julio de 2025       | 562 000 (6,8%)     |                    |                    |
| 1628               | 7 de julio de 2025       | 608 000 (7,0%)     |                    |                    |
| 1629               | 8 de julio de 2025       | 572 000 (6,7%)     |                    |                    |
| 1630               | 9 de julio de 2025       | 550 000 (6,7%)     |                    |                    |
| 1631               | 10 de julio de 2025      | 506 000 (6,3%)     |                    |                    |
| 1632               | 11 de julio de 2025      | 572 000 (6,8%)     |                    |                    |
| 1633               | 14 de julio de 2025      | 621 000 (7,3%)     |                    |                    |
| 1634               | 15 de julio de 2025      | 580 000 (7,0%)     |                    |                    |
| 1635               | 16 de julio de 2025      | 495 000 (5,9%)     |                    |                    |
| 1636               | 17 de julio de 2025      | 548 000 (6,5%)     |                    |                    |
| 1637               | 18 de julio de 2025      | 483 000 (5,9%)     |                    |                    |
| 1638               | 21 de julio de 2025      | 558 000 (6,7%)     |                    |                    |
| 1639               | 22 de julio de 2025      | 503 000 (6,1%)     |                    |                    |
| 1640               | 23 de julio de 2025      | 526 000 (6,4%)     |                    |                    |
| 1641               | 24 de julio de 2025      | 495 000 (6,0%)     |                    |                    |
| 1642               | 25 de julio de 2025      | 585 000 (7,3%)     |                    |                    |
| 1643               | 28 de julio de 2025      | 505 000 (6,3%)     |                    |                    |
| 1644               | 29 de julio de 2025      | 512 000 (6,5%)     |                    |                    |
| 1645               | 30 de julio de 2025      | 523 000 (6,6%)     |                    |                    |
| 1646               | 31 de julio de 2025      | 474 000 (6,0%)     |                    |                    |
| 1647               | 1 de agosto de 2025      | 560 000 (7,2%)     |                    |                    |
| 1648               | 4 de agosto de 2025      | 487 000 (6,0%)     |                    |                    |
| 1649               | 5 de agosto de 2025      | 467 000 (6,0%)     |                    |                    |
| 1650               | 6 de agosto de 2025      | 450 000 (5,4%)     |                    |                    |
| 1651               | 7 de agosto de 2025      | 390 000 (5,0%)     |                    |                    |
| 1652               | 8 de agosto de 2025      | 422 000 (5,5%)     |                    |                    |
| 1653               | 11 de agosto de 2025     | 457 000 (5,7%)     |                    |                    |
| 1654               | 12 de agosto de 2025     | 422 000 (5,1%)     |                    |                    |
| 1655               | 13 de agosto de 2025     | 430 000 (5,3%)     |                    |                    |
| 1656               | 14 de agosto de 2025     | 432 000 (5,6%)     |                    |                    |
| 1657               | 18 de agosto de 2025     | 433 000 (5,3%)     |                    |                    |
| 1658               | 19 de agosto de 2025     | 438 000 (5,7%)     |                    |                    |

### Especiales
| Programas emitidos | Programas emitidos            | Programas emitidos       | Programas emitidos | Programas emitidos |
| N.º                | Título                        | Fecha de emisión         | Audiencia          |                    |
| ------------------ | ----------------------------- | ------------------------ | ------------------ | ------------------ |
| 1                  | Las cloacas del periodismo    | 9 de junio de 2019       | 1 103 000 (6,8%)   |                    |
| 2                  | Las cloacas del periodismo II | 25 de septiembre de 2019 | 623 000 (4,6%)     |                    |
| 3                  | Tito Berni (Caso Mediador)    | 22 de marzo de 2023      | 549 000 (7,2%)     |                    |
| 4                  | El cisma de Belorado          | 10 de junio de 2024      | 611 000 (7,7%)     |                    |

### Audiencias por meses
| Año   | Mes        | Audiencia    | Audiencia |
| Año   | Mes        | Espectadores | Cuota     |
| ----- | ---------- | ------------ | --------- |
| 2019  | Enero      | 391 000      | 3,1%      |
| 2019  | Febrero    | 381 000      | 3,2%      |
| 2019  | Marzo      | 398 000      | 3,4%      |
| 2019  | Abril      | 498 000      | 4,2%      |
| 2019  | Mayo       | 467 000      | 4,4%      |
| 2019  | Junio      | 487 000      | 4,0%      |
| 2019  | Julio      | 444 000      | 3,8%      |
| 2019  | Agosto     | 364 000      | 3,3%      |
| 2019  | Septiembre | 465 000      | 4,1%      |
| 2019  | Octubre    | 480 000      | 4,2%      |
| 2019  | Noviembre  | 542 000      | 4,8%      |
| 2019  | Diciembre  | 520 000      | 4,5%      |
| 2020  | Enero      | 545 000      | 4,6%      |
| 2020  | Febrero    | 544 000      | 4,6%      |
| 2020  | Marzo      | 717 000      | 5,1%      |
| 2020  | Abril      | 938 000      | 5,7%      |
| 2020  | Mayo       | 840 000      | 5,9%      |
| 2020  | Junio      | 747 000      | 5,8%      |
| 2020  | Julio      | 564 000      | 4,9%      |
| 2020  | Agosto     | 545 000      | 4,9%      |
| 2020  | Septiembre | 643 000      | 5,4%      |
| 2020  | Octubre    | 657 000      | 5,4%      |
| 2020  | Noviembre  | 673 000      | 5,1%      |
| 2020  | Diciembre  | 643 000      | 5,1%      |
| 2021  | Enero      | 723 000      | 5,5%      |
| 2021  | Febrero    | 742 000      | 5,9%      |
| 2021  | Marzo      | 740 000      | 6,1%      |
| 2021  | Abril      | 738 000      | 6,1%      |
| 2021  | Mayo       | 685 000      | 5,9%      |
| 2021  | Junio      | 634 000      | 5,6%      |
| 2021  | Julio      | 634 000      | 5,8%      |
| 2021  | Agosto     | 523 000      | 4,9%      |
| 2021  | Septiembre | 591 000      | 5,3%      |
| 2021  | Octubre    | 585 000      | 5,3%      |
| 2021  | Noviembre  | 619 000      | 5,7%      |
| 2021  | Diciembre  | 588 000      | 5,3%      |
| 2022  | Enero      | 625 000      | 5,6%      |
| 2022  | Febrero    | 662 000      | 6,1%      |
| 2022  | Marzo      | 758 000      | 6,7%      |
| 2022  | Abril      | 615 000      | 5,7%      |
| 2022  | Mayo       | 553 000      | 5,3%      |
| 2022  | Junio      | 481 000      | 4,7%      |
| 2022  | Julio      | 448 000      | 4,4%      |
| 2022  | Agosto     | 377 000      | 4,4%      |
| 2022  | Septiembre | 447 000      | 4,6%      |
| 2022  | Octubre    | 544 000      | 5,6%      |
| 2022  | Noviembre  | 493 000      | 4,9%      |
| 2022  | Diciembre  | 481 000      | 4,7%      |
| 2023  | Enero      | 507 000      | 4,9%      |
| 2023  | Febrero    | 512 000      | 4,9%      |
| 2023  | Marzo      | 496 000      | 5,0%      |
| 2023  | Abril      | 464 000      | 4,8%      |
| 2023  | Mayo       | 470 000      | 4,7%      |
| 2023  | Junio      | 505 000      | 5,0%      |
| 2023  | Julio      | 539 000      | 5,5%      |
| 2023  | Agosto     | 487 000      | 5,3%      |
| 2023  | Septiembre | 511 000      | 5,4%      |
| 2023  | Octubre    | 548 000      | 6,0%      |
| 2023  | Noviembre  | 599 000      | 6,4%      |
| 2023  | Diciembre  | 514 000      | 5,5%      |
| 2024  | Enero      | 547 000      | 5,7%      |
| 2024  | Febrero    | 540 000      | 5,8%      |
| 2024  | Marzo      | 532 000      | 5,2%      |
| 2024  | Abril      | 517 000      | 5,8%      |
| 2024  | Mayo       | 514 000      | 5,7%      |
| 2024  | Junio      | 465 000      | 5,5%      |
| 2024  | Julio      | 446 000      | 5,0%      |
| 2024  | Agosto     | 460 000      | 5,5%      |
| 2024  | Septiembre | 524 000      | 6,2%      |
| 2024  | Octubre    | 590 000      | 6,9%      |
| 2024  | Noviembre  | 697 000      | 8,0%      |
| 2024  | Diciembre  | 586 000      | 6,8%      |
| 2025  | Enero      | 594 000      | 6,7%      |
| 2025  | Febrero    | 549 000      | 6,4%      |
| 2025  | Marzo      | 568 000      | 6,5%      |
| 2025  | Abril      | 531 000      | 6,6%      |
| 2025  | Mayo       | 580 000      | 7,1%      |
| 2025  | Junio      | 627 000      | 7,5%      |
| 2025  | Julio      | 550 000      | 6,6%      |
| 2025  | Agosto     | 449 000*     | 5,7%*     |
| Total |            |              |           |

## Premios y reconocimientos
- Premio Iris 2024 Mejor Programa de Actualidad o Magazine, concedido anualmente por la Academia de la Televisión. [11]